# Esodo giuliano dalmata

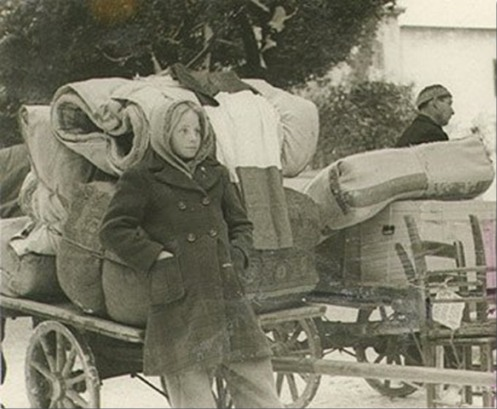
Una giovane esule italiana in fuga trasporta, insieme ai propri effetti personali, una bandiera tricolore (1945)

La nave Toscana durante l'abbandono di Pola (1947)

L'esodo giuliano-dalmata, noto anche come esodo istriano, è un evento storico consistito nell'emigrazione forzata della maggioranza dei cittadini di nazionalità e di lingua italiana dalla Venezia Giulia (comprendente parte del Friuli Orientale, l'Istria e il Quarnaro) e dalla Dalmazia, nonché di un consistente numero di cittadini italiani (o che lo erano stati fino poco prima) di nazionalità mista, slovena e croata, che si verificò a partire dalla fine della seconda guerra mondiale (1945) e nel decennio successivo. Si stima che i giuliani (in particolare istriani e fiumani) e i dalmati italiani che emigrarono dalle loro terre di origine ammontino a un numero compreso tra le 250.000 e le 350.000 persone. 
Il fenomeno, seguente agli eccidi noti come massacri delle foibe, coinvolse in generale tutti coloro che diffidavano del nuovo governo jugoslavo comunista di Josip Broz Tito e fu particolarmente rilevante in Istria e nel Quarnaro, dove si svuotarono dei propri abitanti interi villaggi e cittadine. Nell'esilio furono coinvolti tutti i territori ceduti dall'Italia alla Jugoslavia con il trattato di Parigi e anche la Dalmazia, dove vivevano i dalmati italiani. I massacri delle foibe e l'esodo giuliano-dalmata sono ricordati dal Giorno del ricordo, solennità civile nazionale italiana celebrata il 10 febbraio di ogni anno.

## Quadro storico

### La composizione etnica della Venezia Giulia, del Quarnaro e della Dalmazia

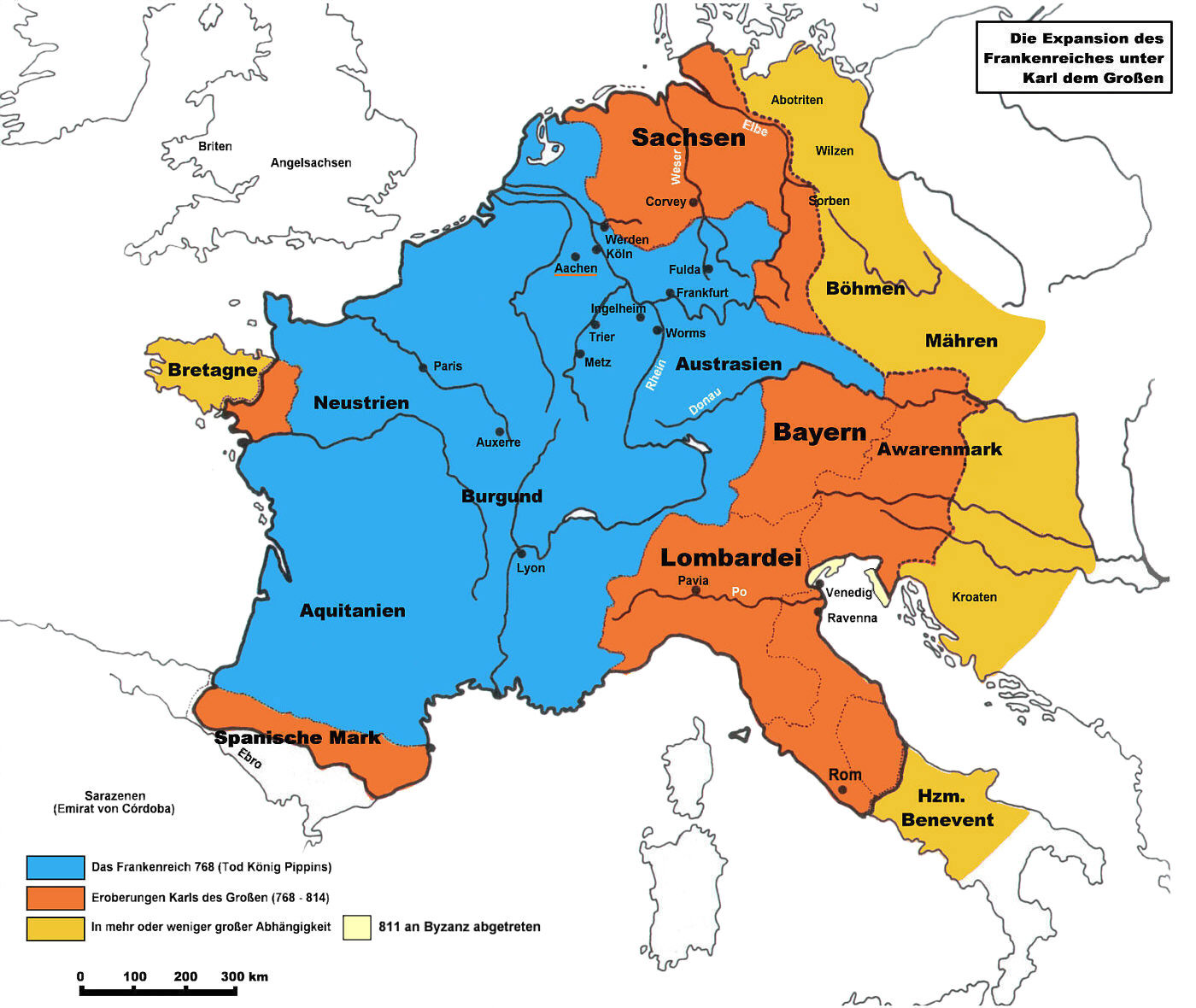
L'Impero carolingio nel 791

Con la caduta dell'Impero romano d'Occidente (476 d.C.) le popolazioni romanizzate dell'Istria e della Dalmazia rimasero in balia di alcune tribù bellicose, principalmente Avari e Slavi. I primi insediamenti di popolazioni slave, giunte a seguito degli Avari, risalgono al IX secolo (sia in Istria che in Dalmazia). 
Alla fine del VIII secolo l'Istria interna e i dintorni, furono conquistate infatti da Carlo Magno: poiché tali terre erano scarsamente popolate, in quanto impervie, i Franchi e successivamente le autorità del Sacro Romano Impero vi consentirono l'insediamento degli slavi. Ulteriori insediamenti di slavi si verificarono in epoche successive; per quanto riguarda l'Istria, ad esempio, in seguito alle pestilenze del XV e XVI secolo. 
Le comunità ladine che popolavano l'area di Postumia, Idria e dell'alto Isonzo sono scomparse dal Rinascimento, assimilate dalle popolazioni slave. Del resto intorno all'anno 1000 tutta la valle dell'Isonzo, fino alle sue sorgenti nelle Alpi Giulie, era popolata in maggioranza da popoli ladini.

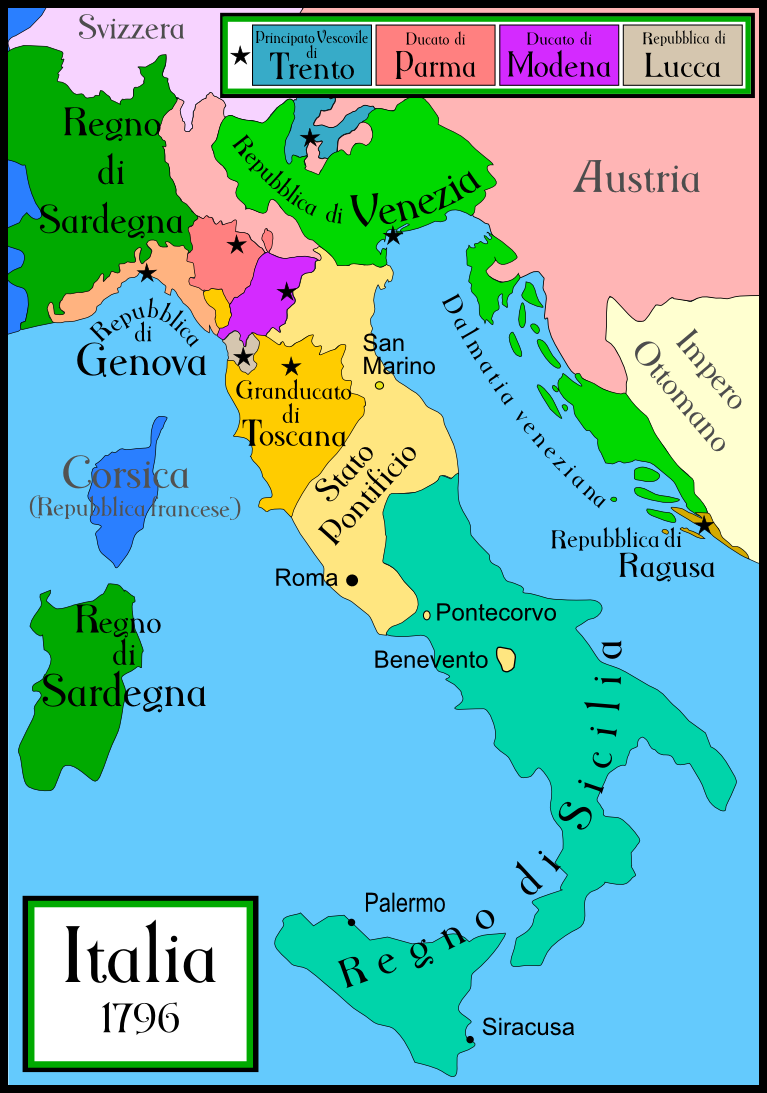
L'Italia nel 1796

La Repubblica di Venezia, tra il IX e il XVIII secolo, estese il suo dominio (suddiviso in tre aree amministrative: il Dogado, i Domini di Terraferma e lo Stato da Mar) soprattutto sulle cittadine costiere dell'Istria, nelle isole del Quarnaro e sulle coste della Dalmazia, che erano abitate da popolazioni romanizzate fin dai tempi più antichi. 
Fino al XIX secolo gli abitanti di queste terre non conoscevano l'identificazione nazionale, visto che si definivano genericamente "istriani" e "dalmati", di cultura "romanza" oppure "slava", senza il benché minimo accenno a concetti patriottici oppure nazionalistici, che erano sconosciuti.
Vi era una differenza di carattere linguistico - culturale tra città e costa (prevalentemente romanzo-italiche) e le campagne dell'entroterra (in parte slavi o slavizzati). Le classi dominanti (aristocrazia e borghesia) erano dovunque di lingua e cultura italiana, anche qualora di origine slava. Nella Venezia Giulia, oltre che l'italiano, si parla anche la lingua veneta, la lingua friulana, la lingua istriota e la lingua istrorumena, mentre in Dalmazia era comune la lingua dalmatica, che si estinse nel 1898, con la morte dell'ultimo parlatore, Tuone Udaina.

### Gli opposti nazionalismi
Fino all'Ottocento, in Venezia Giulia, nel Quarnaro e in Dalmazia, le popolazioni di lingua romanza e slava convissero pacificamente. Con la Primavera dei popoli del 1848-49, anche nell'Adriatico orientale, il sentimento di appartenenza nazionale cessò di essere una prerogativa delle classi elevate e cominciò, gradualmente, a estendersi alla masse.
Fu solo a partire da tale anno che il termine "italiano" (ad esempio) cessò, anche in queste terre, di essere una mera espressione di appartenenza geografica o culturale e cominciò ad implicare l'appartenenza a una "nazione" italiana. Analogo processo subirono gli altri gruppi nazionali: si vennero pertanto a definire i moderni gruppi nazionali: italiani, sloveni, croati e serbi.
Tra il 1848 e il 1918 l'Impero Austroungarico - in particolar modo dopo la perdita del Veneto a seguito della Terza guerra d'Indipendenza (1866) - favorì l'affermarsi dell'etnia slava per contrastare l'irredentismo (vero o presunto) della popolazione italiana. Nel corso della riunione del consiglio dei ministri del 12 novembre 1866 l'imperatore Francesco Giuseppe delineò compiutamente in tal senso un piano di ampio respiro: 
(Francesco Giuseppe I d'Austria, consiglio della Corona del 12 novembre 1866.)
Questi furono gli effetti di tale editto tra il 1866 ed il 1918:
1. espulsioni di massa (oltre 35 000 espulsi dalla sola Venezia Giulia nei soli primi anni del Novecento, fra cui moltissimi provenienti da Trieste. Spiccarono i decreti Hohenlohe, dal nome del governatore di Trieste, appunto principe di Hohenlohe). Molti altri Italiani, sudditi asburgici, furono invece ridotti all'espatrio volontario;
2. deportazione in campi di concentramento (un numero oscillante fra 100 000 e 200 000, a seconda delle stime, di deportati durante la prima guerra mondiale, in particolare dal Trentino-Alto Adige e dall'Istria. Famigerati divennero i nomi di lager come Katzenau, Wagna, Tapiosuli, Gollersdorf, Mitterndorf, Mistelbach, Pottendorf, Braunau Am Inn, Beutschbrod, Traunstein, Gmund, Liebnitz);
3. impiego di squadracce di nazionalisti slavi nell'esercizio massivo della violenza contro gli Italiani con innumerevoli atti di violenza, attentati, aggressioni, omicidi ecc. Queste azioni incontrarono spesso la sostanziale tolleranza delle autorità o comunque non furono represse con efficacia;
4. repressione poliziesca;
5. immigrazione di slavi e tedeschi nei territori italiani favorita dalle autorità imperiali, per favorire la progressiva "sommersione" degli autoctoni Italiani;
6. germanizzazione e slavizzazione scolastica e culturale (chiusura delle scuole italiane, cancellazione della toponomastica ed onomastiche italiane, proibizione della cultura italiana in ogni sua forma: fu molto grave in particolare la questione scolastica in Dalmazia);
7. privazione o limitazione dei diritti politici (le elezioni in Dalmazia videro pesantissimi brogli a favore dei nazionalisti slavi; comuni retti da Italiani furono sciolti dalle autorità austriache ecc.);
8. limitazione dei diritti civili (scioglimento d'associazioni politiche, culturali, sindacali, persone arrestate o condannate per futili motivi ecc.), formalmente motivata spesso dal pretesto della lotta all'irredentismo;
9. cancellazione degli antichi enclavi italiani in territori "nevralgici", ad esempio vedasi i pogrom anti-italiano di Innsbruck di inizio 1900 contro negozianti e studenti di lingua italiana (Fatti di Innsbruck).

Province del Regno d’Italia nel 1924
Nella mappa sono indicate anche le province di Gorizia, di Trieste, di Pola, di Fiume, di Zara e le isole Cazza, Lagosta e Pelagosa, annesse al Regno d’Italia in base al trattato di Rapallo (1920) e del trattato di Roma (1924).

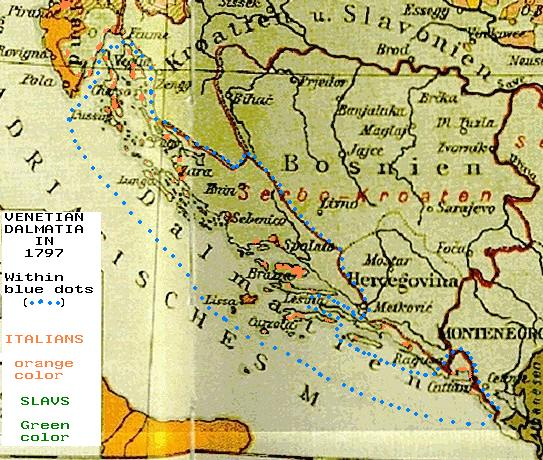
Mappa linguistica austriaca del 1896
In colore arancione sono evidenziate le zone dove la lingua madre più diffusa era l'italiano, mentre in verde quelle dove erano più diffuse le lingue slave.

Dopo la nascita del Regno d'Italia, il sorgere dell'irredentismo italiano portò il governo asburgico, tanto in Dalmazia, quanto in Venezia Giulia, a favorire il nascente nazionalismo di sloveni e croati, nazionalità ritenute più leali e affidabili rispetto agli italiani. Si intendeva così bilanciare il potere delle ben organizzate comunità urbane italiane.
La politica di collaborazione con i serbi locali, inaugurata dallo zaratino Ghiglianovich e dal raguseo Giovanni Avoscani, permise poi agli italiani la conquista dell'amministrazione comunale di Ragusa nel 1899. Il 26 aprile 1909 - al termine di una lunga trattativa che aveva coinvolto il governo austriaco e i rappresentanti dei partiti dalmati - venne pubblicata un'ordinanza ministeriale concernente l’uso delle lingue presso le i.r. autorità civili ed uffici dello Stato in Dalmazia. La lingua interna ordinaria divenne la croata, pur riconoscendo la possibilità di presentare un’istanza e di ricevere risposta in italiano se il funzionario che trattava la pratica conosceva tale lingua: "la corrispondenza degli uffici, la trattazione interna degli affari,
così come qualunque atto ufficiale giuridico o tecnico, potevano essere compilate in lingua italiana; inoltre le notificazioni ufficiali, le insegne e i timbri sarebbero stati bilingui in 24 distretti (mandamenti) lungo la costa dalmata, dove erano concentrate le comunità italiane". Questa norma venne fortemente avversata dai dalmati italiani, che vedevano in essa il definitivo riconoscimento di un ruolo subalterno dell'italiano in Dalmazia. Queste ingerenze, insieme ad altre azioni di favoreggiamento al gruppo etnico slavo ritenuto dall'impero più fedele alla corona, esasperarono la situazione andando ad alimentare le correnti più estremiste e rivoluzionarie. 
In conseguenza della politica del Partito del Popolo, che conquistò gradualmente il potere, in Dalmazia si verificò una costante diminuzione della popolazione italiana, in un contesto di repressione che assunse anche tratti violenti. Nel 1845 i censimenti austriaci (peraltro approssimativi) registravano quasi il 20% di Italiani in Dalmazia, mentre nel 1910 erano ridotti a circa il 2,7%. Tutto ciò spinse sempre più gli autonomisti a identificare se stessi come italiani, fino ad approdare all'irredentismo.
Con la prima guerra mondiale i territori austro-ungarici dell'Adriatico orientale furono oggetto delle ambizioni italiane e serbe. 
I nuovi confini stabiliti, dopo la guerra, con il trattato di Saint-Germain (1919) con l’Austria e quelli di Rapallo (1920) e di Roma (1924) con il Regno dei Serbi, Croati e Sloveni, assegnarono al Regno d’Italia la Val Canale, la Contea di Gorizia e Gradisca, la città di Trieste, l’Istria e le Isole Quarnerine occidentali, il comune di Idria, il circondario di Postumia, la città di Fiume, la città di Zara, l’arcipelago di Lagosta, e l’Isola di Pelagosa. Territori che complessivamente contavano approssimativamente 910.000 abitanti, di cui 240.000 di madrelingua slovena e 130.000 di madrelingua croata.
(Boris Gombač, Atlante storico dell'Adriatico orientale, op. cit.)
La parte annessa al Regno d'Italia fu sottoposta a un processo di italianizzazione forzata. Ciò determinò delle tensioni etniche che ebbero sfogo violento nel corso della seconda guerra mondiale, con esecuzioni sommarie e internamenti da parte italiana nei confronti delle componenti slave, e con uccisioni attraverso infoibamenti nei confronti degli italiani dall'altra parte.

### Seconda guerra mondiale e resistenza jugoslava
Aree assegnate all'Italia: l'area costituente la provincia di Lubiana, l'area accorpata alla provincia di Fiume e le aree costituenti il Governatorato di Dalmazia
     Stato Indipendente di Croazia
     Area occupate dalla Germania nazista
     Aree occupate dal Regno d'Ungheria

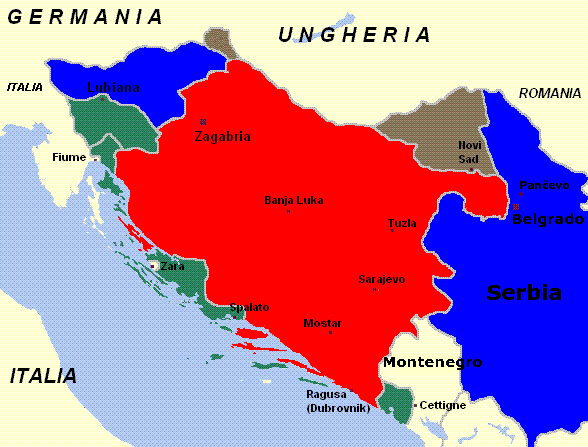
Divisione della Jugoslavia dopo la sua invasione da parte delle Potenze dell'Asse.
Aree assegnate all'Italia: l'area costituente la provincia di Lubiana, l'area accorpata alla provincia di Fiume e le aree costituenti il Governatorato di Dalmazia
Stato Indipendente di Croazia
Area occupate dalla Germania nazista
Aree occupate dal Regno d'Ungheria

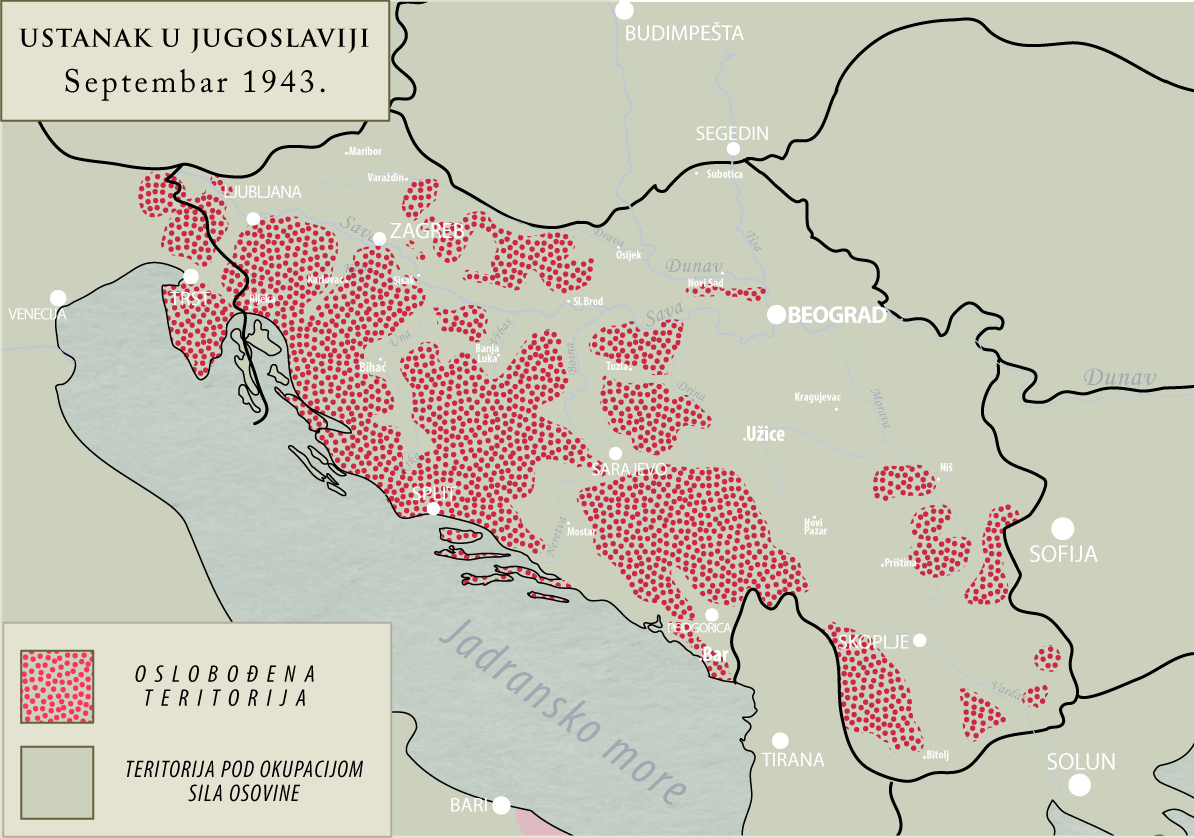
Zone controllate dalla resistenza jugoslava, immediatamente dopo la capitolazione italiana (settembre 1943)

In seguito all'invasione della Jugoslavia, iniziata il 6 aprile 1941 dalle potenze dell'Asse come reazione al colpo di Stato contro il reggente, il principe Paolo Karađorđević, alleato dell'Asse, appoggiata da forze interne alla Jugoslavia come gli Ustascia croati, vennero ridisegnati i confini della zona.

Il Regno di Jugoslavia, già fortemente diviso all'interno da conflitti etnici e sociali, fu smembrato e diviso tra Stato Indipendente di Croazia, Montenegro, Germania, Ungheria e Italia, che ottenne la parte sud-occidentale della Slovenia, la parte nord-occidentale della Banovina di Croazia, parte della Dalmazia e le Bocche di Cattaro.
Già nel 1941 comparvero i primi movimenti di resistenza, fra i quali cominciarono presto profonde divisioni causate dalle differenti etnie e ideologie politiche. Si originarono così feroci guerre civili, tra serbi e croati, tra comunisti e monarchici, ecc., con la creazione di diverse milizie a volte ferocemente rivali (comunisti, cetnici, ustascia, domobranci, belogardisti, ecc.).
Contro l'occupazione italiana fu attivo un movimento guidato in un primo tempo dall'OF sloveno (Fronte di liberazione, di dirigenza comunista) che operò anche nella zona di Trieste; a tale movimento aderirono anche, dopo il 1943, molti antifascisti italiani.
La risposta dell'esercito italiano fu la costituzione di un tribunale militare che comminò numerose condanne a morte nonché l'organizzazione di campi d'internamento e di concentramento in cui vennero deportati partigiani e civili slavi. Inoltre si eseguirono operazioni di rappresaglia con incendi di villaggi e fucilazioni sul posto, anche e non solo a seguito di uccisioni di militari italiani. A seguito dell'occupazione nazi-fascista la valutazione dei danni complessivi presentata dalla Jugoslavia nella Conferenza per le riparazioni di guerra tenutasi a Parigi, ammonta a 9 miliardi e 145 milioni di danni materiali e 1.706.000 morti (10,8% della popolazione jugoslava), la maggior parte vittime civili

### Armistizio
Come nel resto dell'Italia e nei territori da questa controllati, l'8 settembre 1943, in conseguenza dell'armistizio, l'esercito italiano si trovò allo sbando a causa della mancanza di ordini e di direzione. Fin dal 9 settembre le truppe tedesche assunsero il controllo di Trieste e successivamente di Pola e di Fiume, lasciando momentaneamente sguarnito il resto della Venezia Giulia, per circa un mese.
Una parte dei militari italiani stanziati in Jugoslavia passò tra le file della resistenza dando corpo alle divisioni partigiane Garibaldi e Italia, inquadrate nell'Armata Popolare Jugoslava controllata dal maresciallo Tito, sino al loro scioglimento e al rimpatrio dei pochi superstiti sopravvissuti ai combattimenti e alle successive eliminazioni ad opera dei titini (che usarono le maniere spicce per liberarsi degli scomodi ex-alleati), nel 1945.
Il IX Corpus Sloveno, inquadrato nella IV Armata jugoslava e forte di 50.000 uomini, attraversò le Alpi Giulie per dilagare nel Carso e nell'Istria, puntando su Gorizia, Trieste, Pola, Fiume.
In questo lasso di tempo, mancando un controllo militare, si registrarono i primi casi di rappresaglia da parte dell'elemento slavo nei confronti degli italiani che rappresentavano il potere politico e militare (gerarchi, podestà, membri della polizia, ma anche impiegati civili della Questura) nonché alcuni esponenti della borghesia mercantile e gli operatori commerciali: queste azioni consistevano in omicidi, infoibamenti e altri generi di violenze (le cosiddette "foibe istriane" del 1943).

Alcuni storici hanno voluto vedere in questi atti, quasi tutti verificatisi nell'Istria meridionale (oggi croata), una sorta di jacquerie, quindi di rivolta spontanea delle popolazioni rurali, in parte slave, come vendetta per i torti subiti durante il periodo fascista; altri, invece, hanno interpretato il fenomeno come un inizio di pulizia etnica nei confronti della popolazione italiana. Comunque queste azioni furono un preludio all'azione svolta in seguito dall'armata jugoslava.
Alcuni storici (come il francese Michel Roux) asserirono che vi era una similitudine tra il comportamento contro gli italiani nella Venezia Giulia ed a Zara e quello promosso da Vaso Čubrilović (che divenne ministro di Tito dopo il 1945) contro gli Albanesi della Jugoslavia..
(Sandi Volk, Esuli a Trieste, op. cit.)

### Trieste, Istria e Dalmazia dopo l'armistizio

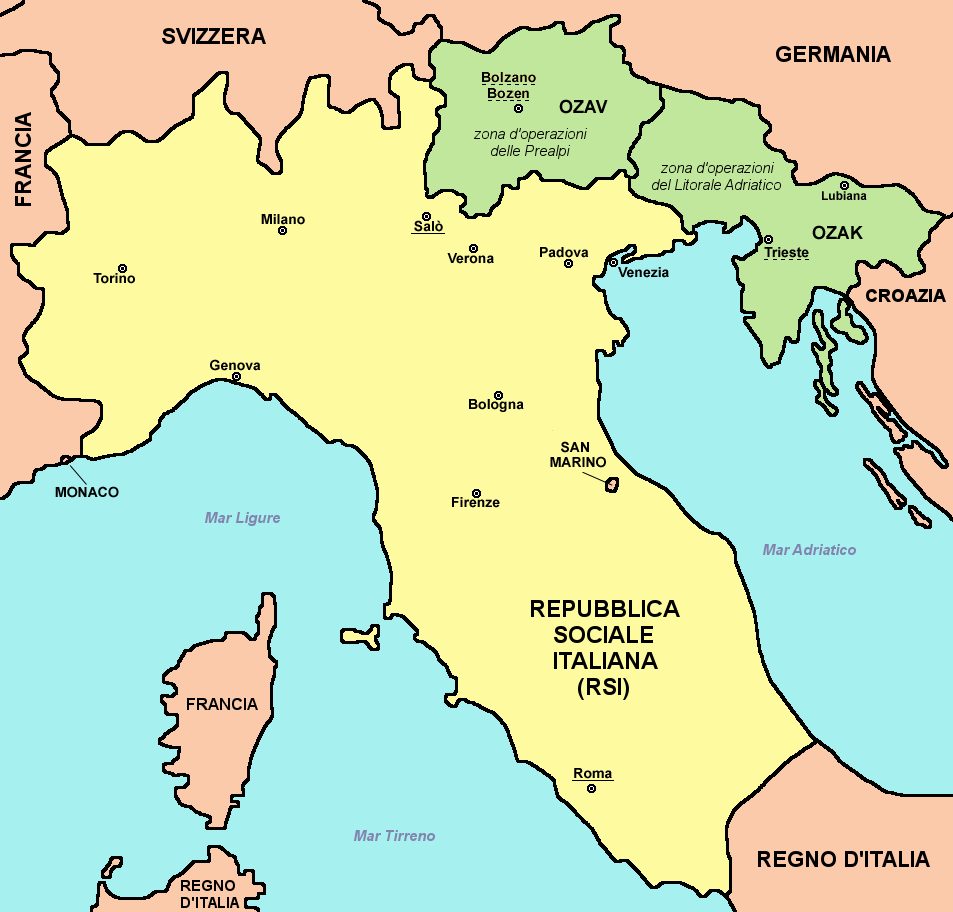
Repubblica Sociale Italiana - Le aree segnate in verde facevano ufficialmente parte della R.S.I. ma erano considerate dalla Germania zone di operazione militare e sottoposte a diretto controllo tedesco

Dopo l'armistizio di Cassibile, il 10 settembre 1943 la Wehrmacht occupò Zara. Il comando militare della città fu assunto dal comandante della 114ª Jäger-Division Karl Eglseer - l'amministrazione civile fu invece formalmente assegnata alla Repubblica Sociale Italiana costituitasi il 23 settembre 1943.
L'Istria, assieme al restante territorio giuliano venne occupato dalle truppe germaniche con l'operazione Wolkenbruch ("Nubifragio"), impiegando tre divisioni corazzate SS e due divisioni di fanteria (una delle quali turkmena), che respinsero il IX Corpus infliggendogli perdite pari a circa 15.000 effettivi e distruggendo gli abitati utilizzati dagli jugoslavi come basi di appoggio; l'operazione, iniziata nella notte del 2 ottobre 1943, sotto il comando del generale delle SS Paul Hausser, si concluse, il 15 ottobre 1943, consentendo agli Italiani, nel frattempo in fase di riorganizzazione dopo l'8 settembre, di ispezionare almeno parte dei siti nei quali erano stati infoibati i connazionali. Le forze di occupazione tedesche inclusero l'intera area giuliana nella Zona d'operazioni del Litorale adriatico, considerata dai tedeschi parte integrante del "Terzo Reich", quindi non più sottoposta al controllo italiano; la Venezia Tridentina e la provincia di Belluno costituirono invece la Zona d'operazioni delle Prealpi;
(alla data del 13 ottobre 1941, dal Diario di Galeazzo Ciano)

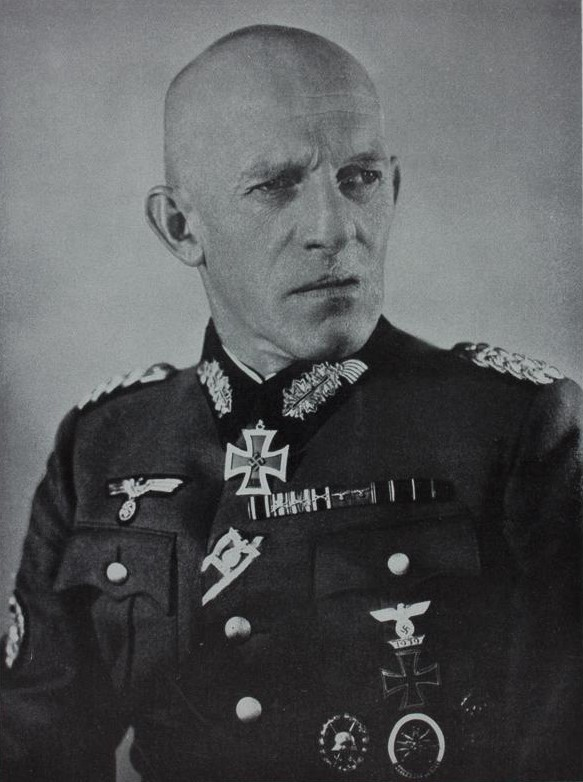
Ludwig Kübler

L'amministrazione civile della Zona d'operazioni del Litorale adriatico fu affidata al Supremo Commissario Friedrich Rainer. Si realizzò così il predeterminato disegno di Hitler, Himmler, e Joseph Goebbels di occupare militarmente e poi annettere a guerra conclusa tutti i vasti territori che furono un tempo sotto il dominio dell'Impero austro-ungarico. Il Supremo Commissario Tedesco creò il Tribunale Speciale di Sicurezza Pubblica per giudicare gli atti di ostilità alle autorità tedesche, la collaborazione col nemico, le azioni di sabotaggio. Il Tribunale non era tenuto a seguire le norme procedurali consuete e le domande di grazia potevano essere inoltrate ed accolte solo da Rainer. Al Gauleiter Friedrich Rainer fu affiancato il Gruppenfuhrer SS Odilo Lothar Globocnik, nato a Trieste da padre sloveno e madre, verosimilmente, ungherese, incaricato del rastrellamento degli Ebrei e protettore delle componenti slave (domobranci e ustascia) impegnate nella rivendicazione delle terre giuliane, il cui ruolo si sviluppò a scapito di quello degli Italiani.
Il comandante militare della regione Ludwig Kübler avviò una lotta crudele e senza quartiere alla resistenza partigiana, affiancato anche da varie formazioni collaborazioniste italiane tra cui due reparti regolari dell'esercito della Repubblica Sociale Italiana (Battaglione Bersaglieri Mussolini e Reggimento Alpini Tagliamento), la Milizia Difesa Territoriale (il nuovo nome voluto da Rainer per la Guardia Nazionale Repubblicana nell'OZAK), le Brigate nere, la Polizia di Pubblica Sicurezza (di cui fece parte la famigerata Banda Collotti), la Guardia Civica, i battaglioni italiani volontari di polizia.
(da “Dossier Foibe“ di Giacomo Scotti (op. cit.))

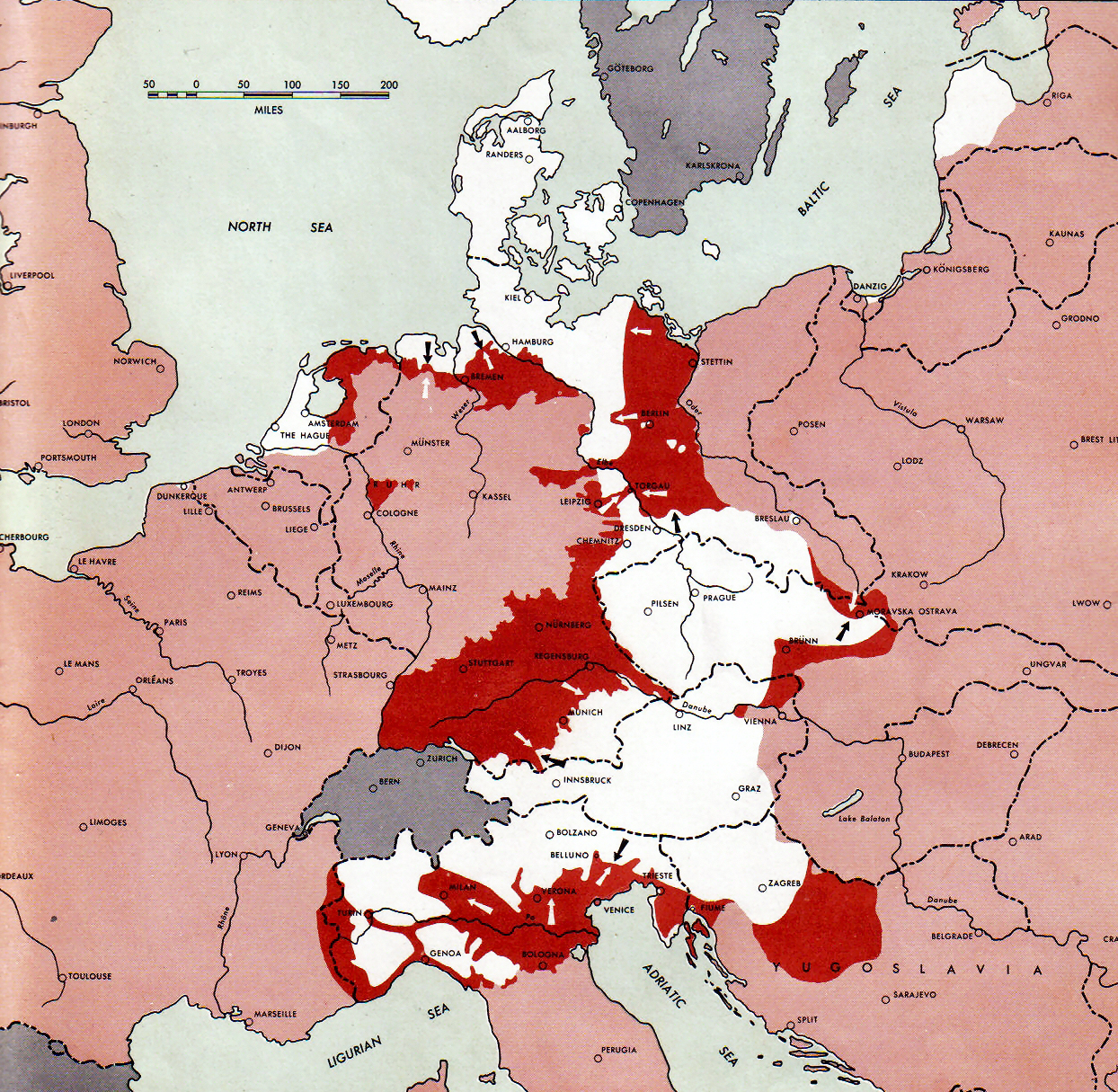
Mappa tratta da un atlante militare americano che rappresenta la situazione dei fronti europei al 1º maggio 1945

Il 31 ottobre 1944 la città di Zara, che nel frattempo era stata distrutta da ben 54 bombardamenti aerei alleati promossi da Tito e che uccisero circa 2.000 persone, superata anche l'estrema resistenza strenuamente opposta dalla compagnia "d'Annunzio" della X MAS, fu conquistata dall'armata partigiana jugoslava e nuovamente si ripeterono rappresaglie verso gli italiani considerati occupanti e collaboratori dei tedeschi. Un numero imprecisato di italiani venne arrestato e poi annegato in mare. Tali episodi vengono considerati tra i primi veri e propri eccidi delle foibe.
Nel frattempo anche i rapporti tra resistenza italiana non comunista e resistenza jugoslava, che sino allora avevano operato contro il nemico comune, si erano deteriorati, influenzando i rapporti anche all'interno della resistenza italiana. Fu in questo contesto che maturò l'eccidio di Porzûs, mirato all'eliminazione da parte di partigiani comunisti italiani dei partigiani "bianchi" della Brigata Osoppo, fieri oppositori del IX Corpus Sloveno non meno che delle truppe tedesche.
Tra la fine di aprile e i primi di maggio del 1945 l'Istria, grazie allo sforzo congiunto della resistenza locale (sia slava che italiana), fu liberata dall'occupazione tedesca dall'armata jugoslava di Tito. In primavera i partigiani jugoslavi puntarono direttamente verso Trieste e Gorizia, per raggiungerle prima degli Alleati, conquistando le due città giuliane il 1º maggio; Fiume e Pola furono conquistate rispettivamente il 3 maggio e il 5 maggio 1945. L'obiettivo era di vincere la Corsa per Trieste, conquistando il maggior territorio possibile onde imporre una situazione di fatto agli Alleati. Dopo la conquista di Trieste, Pola, Fiume, Gorizia e degli altri centri del Quarnaro, dell'Istria, del Carso e dell'Isontino ebbe inizio una seconda persecuzione della componente italiana (con molti infoibamenti: le cosiddette "foibe giuliane" del 1945).

Nel giugno 1945, però, Gorizia, Trieste e Pola furono sgomberate dalle forze di Tito e poste sotto il controllo delle truppe angloamericane che avevano varcato l'Isonzo il 3 maggio. Si concluse così la cosiddetta crisi di Trieste; Fiume, invece, restò definitivamente sotto il controllo jugoslavo.

## L'esodo
L’esodo dei giuliano dalmati, ossia l’esodo degli italiani dalla provincia di Zara, dalle città di Fiume e di Pola, nonché dalle altre parti dell’Istria, che dopo la seconda guerra mondiale furono assegnate alla Jugoslavia, non fu un evento unico ma un processo che durò dal 1943 al 1956. L’esodo dalla provincia di Zara, in cui fu coinvolto circa il 70% dei suoi 43 670 abitanti iniziò come sfollamento della città a seguito dei devastanti bombardamenti alleati del 1943/44 e si consolidò in esilio dopo l’ingresso in città delle truppe jugoslave nell'ottobre 1944. L’esodo da Fiume iniziò subito dopo la conquista della città da parte delle truppe jugoslave, avvenuta il 3 maggio 1945, e terminò entro la fine del 1946 coinvolgendo circa 36 000 fiumani. L’esodo da Pola, iniziato nel 1946, ancor prima dell’assegnazione della città alla Jugoslavia in base al trattato di pace firmato il 10 febbraio 1947, coinvolse circa 30 000 polesi. Dalle altre parti dell’Istria (ad esclusione del territorio della Zona B del Territorio Libero di Trieste) e dal goriziano emigrarono circa 135 000 persone. L’esodo dalla Zona B del TLT iniziò o nel 1950 e si protrasse fino al 1954, coinvolgendo circa 60 000 persone. Alla fine del fenomeno migratorio, nella parte della Venezia Giulia assegnata alla Jugoslavia e nella ex provincia di Zara erano rimasti approssimativamente 160 000 sloveni, 110 000 croati e 20 000 italiani.

### Le vessazioni del regime
Molti titoisti consideravano la popolazione italiana come ostile allo Stato jugoslavo progettato da Tito. Il regime comunista di Tito procedette, fin dal 1943, ancor prima del termine delle ostilità, ad eliminare inizialmente gli elementi più compromessi con il fascismo e la successiva occupazione nazista mediante processi sommari, atti di violenza contro l'incolumità delle persone, rappresaglie, infoibamenti, per instaurare successivamente un clima di terrore nei confronti di coloro che si dimostravano ostili al nuovo regime.
Violenze e sopraffazioni similari avvennero anche in altre zone occupate dalle truppe comandate da Tito. Chi rimaneva senza aderire pienamente al nuovo regime, doveva fare i conti con l'angoscia di restare in territori non più italiani, sotto una forma di governo repressiva, o addirittura di rimanere apolide, nel caso in cui si rifiutasse di accogliere la cittadinanza jugoslava.
Inoltre lo stesso Stato italiano non si era impegnato a garantire protezione contro eventuali atti di intolleranza o di discriminazione etnica. 
L'esodo istriano-dalmata è inquadrabile in un fenomeno globale di migrazioni più o meno forzose di interi popoli all'indomani della seconda guerra mondiale e che comportò lo spostamento di oltre 30.000.000 di individui di tutte le nazionalità.

### Le foibe e l'inizio dell'esodo

Veduta di Zara distrutta dai bombardamenti (Molo di Riva Nuova)

L'arrivo, nella primavera del 1945, delle forze jugoslave diede il via a una nuova fase d'infoibamenti: furono eliminati, non soltanto militari della RSI, poliziotti, impiegati civili e funzionari statali, ma, in modo almeno apparentemente indiscriminato, civili di ogni categoria, e furono uccisi o internati in campi tutti coloro che avrebbero potuto opporsi alle rivendicazioni jugoslave sulla Venezia Giulia compresi membri del movimento antifascista italiano. 
Anche tali azioni spinsero la maggior parte della popolazione di lingua italiana a lasciare la regione nell'immediato dopoguerra. L'esodo era comunque già iniziato prima della fine della guerra per diversi motivi che andavano dal terrore sistematico provocato dai massacri delle foibe, annegamenti, deportazioni dei civili italiani in campi di concentramento operate dalle forze di occupazione jugoslave, al timore di vivere sottomessi alla dittatura comunista in terre non più italiane. 
Indubbiamente gli italiani erano esposti a violenze e rappresaglie da parte delle autorità jugoslave ma in quel periodo, ossia subito dopo l'8 settembre 1943, non era chiara quale fosse la priorità per Tito e i suoi seguaci: priorità nazionalistica per una pulizia etnica, priorità politica ossia contro gli oppositori anticomunisti, priorità ideologica ossia contro i reazionari, priorità sociale ossia contro i borghesi. 
Si consideri che nella prima metà del 1946 il Bollettino Ufficiale jugoslavo pubblicò ordinanze secondo le quali si conferiva al Comitato Popolare locale il diritto di disporre delle case degli esuli italiani e di cederle ai cittadini croati; si sequestravano tutti i beni del nemico e degli assenti; si considerava nemico e fascista, quindi da epurare, chiunque si opponesse al passaggio dell'Istria alla Jugoslavia.
Come strumento di eliminazione e di occultamento dei cadaveri gli Jugoslavi usarono, specialmente in Dalmazia e nel Quarnaro, anche il mare (è tristemente noto l'esempio dell'assassinio dei Luxardo).

### L'esodo dalla Dalmazia

Zara: il campanile del Duomo e l'abside della chiesa di San Crisogono, colpita dai bombardamenti alleati

Storia a parte è quella dell'esodo da Zara e da alcuni altri centri della Dalmazia marittima. La città, capoluogo amministrativo del Governatorato della Dalmazia, occupata dai tedeschi due giorni dopo l’armistizio dell'8 settembre 1943, fu colpita dal 2 novembre 1943 al 31 ottobre 1944 da 54 bombardamenti compiuti dalle forze aree anglo-americane, che sganciarono sulla città oltre 520 tonnellate di bombe. I bombardamenti indussero i tedeschi ad abbandonare la città già nell'ottobre del 1944, ma provocarono anche la morte di circa 2.000 abitanti e l'abbandono della città da parte di circa il 75% della popolazione. 
Alle uccisioni seguite alla conquista dei partigiani jugoslavi, si accompagnò anni dopo - nel pieno della questione di Trieste nel 1953 - la chiusura dell'ultima scuola italiana e il trasferimento forzato degli studenti nelle scuole croate, che costrinse gli ultimi italiani rimasti a Zara ad esodare o ad assimilarsi con la maggioranza.
Anche Spalato, città della Dalmazia invasa e annessa dall'Italia nel 1941, che contava in quegli anni circa 1.000 italiani autoctoni, dopo l'armistizio italiano, dal settembre 1943 subì le vendette partigiane ed ustascia: vennero uccisi 134 italiani fra agenti di pubblica sicurezza, carabinieri, guardie carcerarie ma anche civili come Giovanni Soglian, originario di Cittavecchia di Lesina e al tempo Provveditore agli Studi della Dalmazia. Altre famiglie italiane di Spalato scelsero l'esodo e partirono via mare. Fra di essi, i giovani Ottavio Missoni ed Enzo Bettiza.

### L'esodo da Fiume

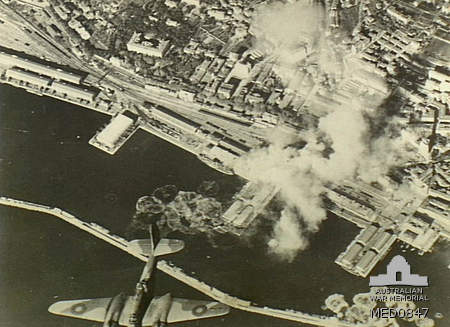
Bombardamenti aerei su Fiume nel 1944 da parte di aerei della RAF. Particolarmente colpito fu il cantiere navale di Fiume

A partire dal maggio del 1945 iniziò l'esodo massiccio degli italiani da Fiume e dall'Istria.
(Boris Gombač, Atlante storico dell'Adriatico orientale, op. cit.)
L'esodo coinvolse oltre 30.000 fiumani di nazionalità italiana, più del 70% della popolazione rispetto a prima del 1945, causando, in una città già provata dalle distruzioni della guerra, il blocco di buona parte delle attività.
A questa situazione le autorità jugoslave cercarono di rimediare ripopolando la città con abitanti provenienti dalle diverse regioni della nuova Jugoslavia cui si aggiunse anche il trasferimento a Fiume di alcune migliaia di operai specializzati del monfalconese che vi si trasferirono principalmente per motivazioni ideali e politiche, in quello che fu il cosiddetto controesodo, a seguito del quale, per un periodo, il cantiere si servì della manodopera dei "monfalconesi", che contribuirono come operai specializzati e tecnici al rilancio del cantiere navale. 
La collaborazione si interruppe però con la rottura delle relazioni Tito/Stalin del 1948, quando i monfalconesi, considerati vicini al Partito Comunista Italiano filosovietico, finirono per essere perseguitati dall'apparato repressivo del regime jugoslavo.

### Trattato di pace e conseguente esodo da Pola e dall’Istria
(Nelida Milani)
Un caso particolare fu quello di Pola. Il 9 giugno 1945 venne firmato a Belgrado un accordo tra gli alleati e gli Jugoslavi, nelle persone rispettivamente del generale Harold Alexander e il maresciallo Josip Broz Tito che, in attesa delle decisioni del trattato di pace, divise la regione secondo il tracciato della cosiddetta Linea Morgan. Tale linea poneva sotto l'amministrazione alleata un territorio leggermente più esteso dei confini attuali dell'Italia ma che comprendeva anche l'exclave della città di Pola. Il resto della Venezia Giulia e dell'Istria era lasciata all'amministrazione jugoslava.
Le notizie trapelate a maggio del 1946 in merito all'orientamento delle grandi potenze riunite a Parigi a favore della cosiddetta linea francese - che assegnava Pola alla Jugoslavia - rappresentarono un fulmine a ciel sereno: in città si era infatti convinti che il compromesso sarebbe stato raggiunto sulla linea americana o sulla linea inglese, che avrebbero lasciato la città all'Italia.

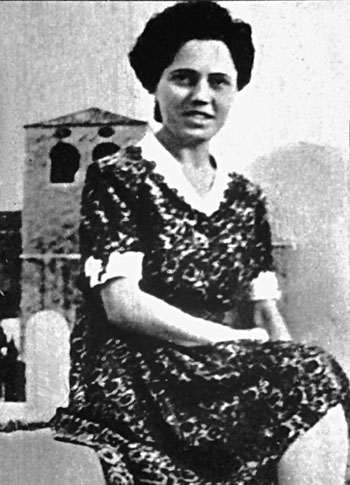
Maria Pasquinelli, il 10 febbraio 1947 – giorno della firma del Trattato di Parigi, per vendetta contro la cessione dell'Istria e della Dalmazia alla Jugoslavia uccise il comandante della guarnigione britannica di Pola

Il 3 luglio si costituì il "Comitato Esodo di Pola", presieduto da Giuseppe Giacomazzi. Il giorno successivo "L'Arena di Pola" titolò a piena pagina: "O l'Italia o l'esilio". Nell'articolo principale a firma dello scrittore Guido Miglia, si legge: « Il nostro fiero popolo lavoratore... abbandonerebbe in massa la città se essa dovesse sicuramente passare alla Jugoslavia, e troverà ospitalità e lavoro in Italia, ove il governo darà ogni possibile aiuto a tutti questi figli generosi ». Successivamente lo stesso Miglia scrisse:
(Guido Miglia)
Il 12 luglio, il "Comitato Esodo di Pola" cominciò la raccolta delle dichiarazioni dei cittadini che intendevano lasciare la città nel caso di una sua cessione alla Jugoslavia; il 28 luglio furono diffusi i dati: su 31.700 polesi, 28.058 avevano scelto l'esilio. Pur essendo da considerarsi queste dichiarazioni prevalentemente come un tentativo di pressione sugli Alleati a sostegno della richiesta di plebiscito, cionondimeno esse avevano assunto un significato più profondo: "L'esodo si era trasformato nella maggior parte della popolazione da reazione istintiva in fatto concreto, che acquistava via via uno spessore organizzativo e iniziava a incidere sulla vita quotidiana degli abitanti".
Riferendosi a questo periodo storico il docente universitario e storico Raoul Pupo scrive:
(Raoul Pupo)
L'esodo da Pola, quindi, era stato organizzato già prima della strage di Vergarolla (18 agosto 1946) e iniziò quando apparve chiaro che le speranze del ritorno all'Italia erano vane e coinvolse tutte le classi sociali, dai professionisti agli impiegati pubblici ai molti artigiani e operai specializzati dell'industria, mettendo in profonda crisi il tessuto economico della città. L'abbandono di massa si svolse in modo organizzato, sotto gli occhi delle autorità anglo-americane e con l'assistenza di militari in borghese inviati dall'Italia.
     Aree annesse definitivamente all'Italia nel 1920
     Aree annesse al Regno d'Italia nel 1920, passate al Territorio Libero di Trieste nel 1947 con i trattati di Parigi e assegnate all'Italia nel 1975 con il trattato di Osimo
     Aree annesse al Regno d'Italia nel 1920, passate al Territorio Libero di Trieste nel 1947 con i trattati di Parigi e assegnate alla Jugoslavia nel 1975 con il trattato di Osimo
     Aree annesse al Regno d'Italia nel 1920 e poi assegnate alla Jugoslavia nel 1947 con i trattati di Parigi
(Trattato di pace fra Italia e le Potenze Alleate ed Associate siglato a Parigi, 10 febbraio 1947.)

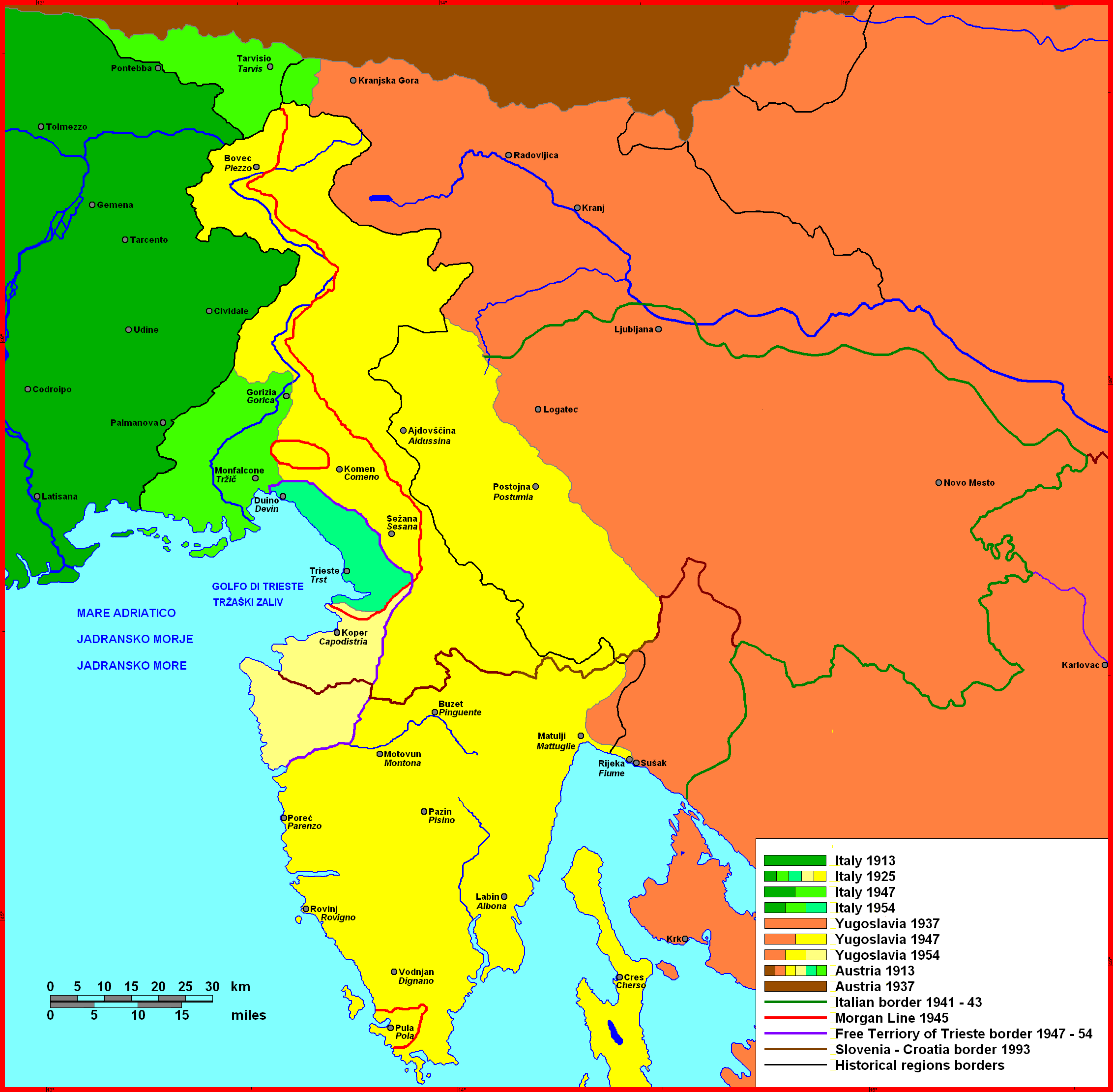
Modifiche del confine orientale italiano dal 1920 al 1975
Aree annesse definitivamente all'Italia nel 1920
Aree annesse al Regno d'Italia nel 1920, passate al Territorio Libero di Trieste nel 1947 con i trattati di Parigi e assegnate all'Italia nel 1975 con il trattato di Osimo
Aree annesse al Regno d'Italia nel 1920, passate al Territorio Libero di Trieste nel 1947 con i trattati di Parigi e assegnate alla Jugoslavia nel 1975 con il trattato di Osimo
Aree annesse al Regno d'Italia nel 1920 e poi assegnate alla Jugoslavia nel 1947 con i trattati di Parigi

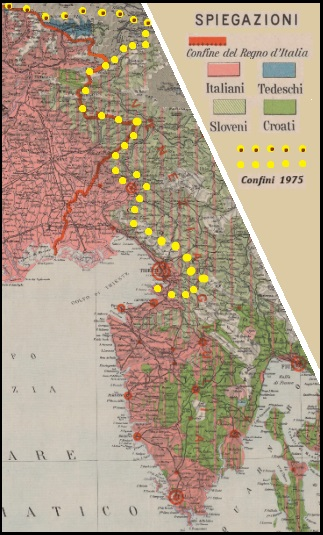
Conseguenze delle modifiche dei confini sulle popolazioni.
In base al trattato di Rapallo e del trattato di Roma (1924) nel Regno d’Italia c’erano circa 270000 sloveni e 130000 croati, mentre nei territori assegnati al Regno di Jugoslavia c’erano circa 15000 italiani. Dopo la seconda guerra mondiale, la parte della Venezia Giulia assegnata alla Jugoslavia in base ai trattati di Parigi (1947) e al Memorandum di Londra (1954) era abitata indicativamente da circa 180000 sloveni, 140000 croati e 270000 italiani, di questi ultimi, alla fine dell’esodo, ne rimasero in Jugoslavia circa 20000.

Il trattato di pace fra Italia e le Potenze Alleate ed Associate, siglato a Parigi il 10 febbraio 1947, prevedeva la perdita automatica della cittadinanza per tutti i cittadini italiani che, al 10 giugno 1940, erano domiciliati nel territorio ceduto, fatta salva la facoltà di optare per la cittadinanza italiana entro il termine di un anno dall'entrata in vigore del trattato stesso. Alla Repubblica Socialista Federale di Jugoslavia, peraltro, si dava facoltà di esigere il trasferimento in Italia dei cittadini che avessero esercitato l'opzione suddetta, entro un ulteriore anno. Tale clausola, di cui la Jugoslavia si avvalse, determinò l'abbandono della propria terra da parte di chi avesse optato per la cittadinanza italiana e chi emigrava non poteva portare con sé né denaro né beni mobili (gli immobili erano comunque considerati parte delle riparazioni di guerra che l'Italia doveva alla Jugoslavia). Chi non rientrava in Italia rischiava di rimanere apolide. Proprio su questa condizione si pone un problema nella ridda di cifre relative all'esodo, in quanto si riporta spesso una certa cifra, ma si manca di prendere in considerazione che gli apolidi erano in maggior parte proprio Italiani.
Con la firma del trattato l'esodo s'intensificò ulteriormente. Da Pola, così come da alcuni centri urbani istriani (Capodistria, Parenzo, Orsera, ecc.) partì oltre il 90% della popolazione etnicamente italiana, da altri (Buie, Umago e Rovigno) si desumono percentuali inferiori ma sempre molto elevate.
Di tutti coloro che esodarono la maggior parte, dopo aver dimorato per tempi più o meno lunghi in uno dei 109 campi profughi allestiti dal governo italiano, si disperse per l'Italia, mentre si calcola che circa 80.000 emigrarono in altre nazioni. L'economia dell'Istria risentì per numerosi anni del contraccolpo causato dall'esodo.

### L'esodo dalla zona B
L'ultima fase migratoria ebbe luogo dopo il 1954 allorché il Memorandum di Londra assegnò definitivamente la zona A del Territorio Libero di Trieste all'Italia, e la zona B alla Jugoslavia. L'esodo si concluse solamente intorno al 1960. Dal censimento jugoslavo del 1971 in Istria, a Fiume e nel Quarnero erano rimasti 17.516 italiani su un totale di 432.136 abitanti, e nonostante la paventata politica assimilatrice nel 1991 il numero degli italiani aumentò a 21.995.

### Interpretazioni storiche

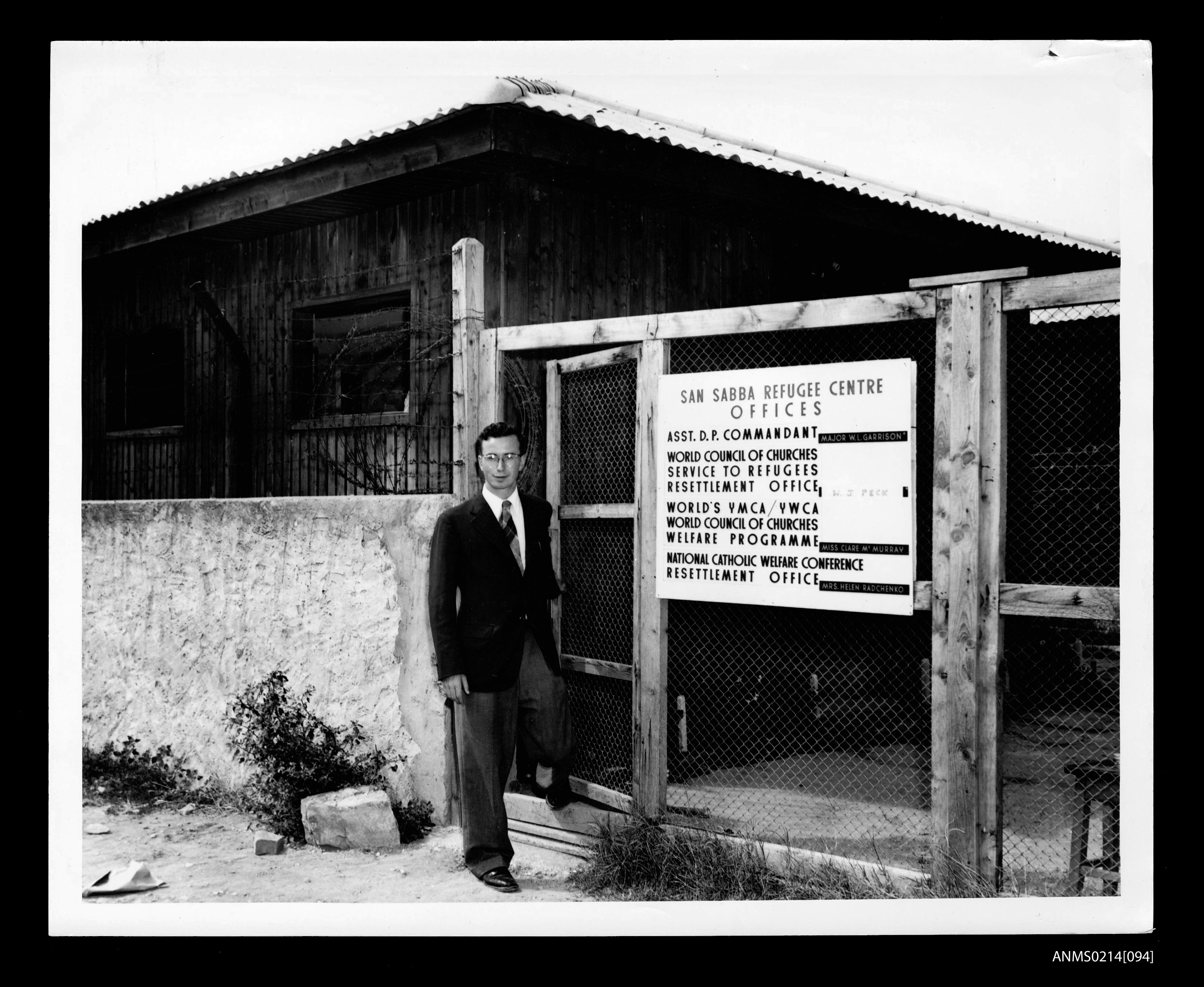
Il centro per rifugiati di San Sabba

Recupero di resti umani dalla foiba di Vines, località Faraguni, presso Albona d'Istria negli ultimi mesi del 1943

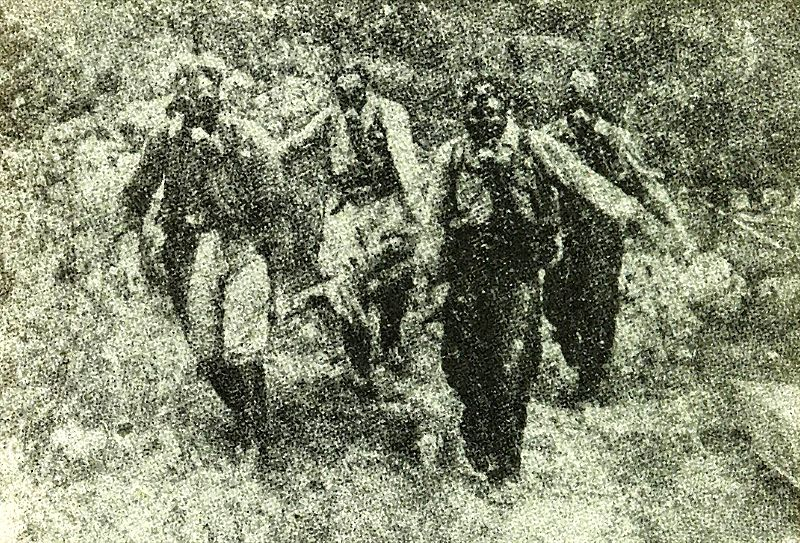
Autunno 1943: recupero di una salma, gli uomini indossano maschere antigas per i miasmi dell'aria attorno alla foiba

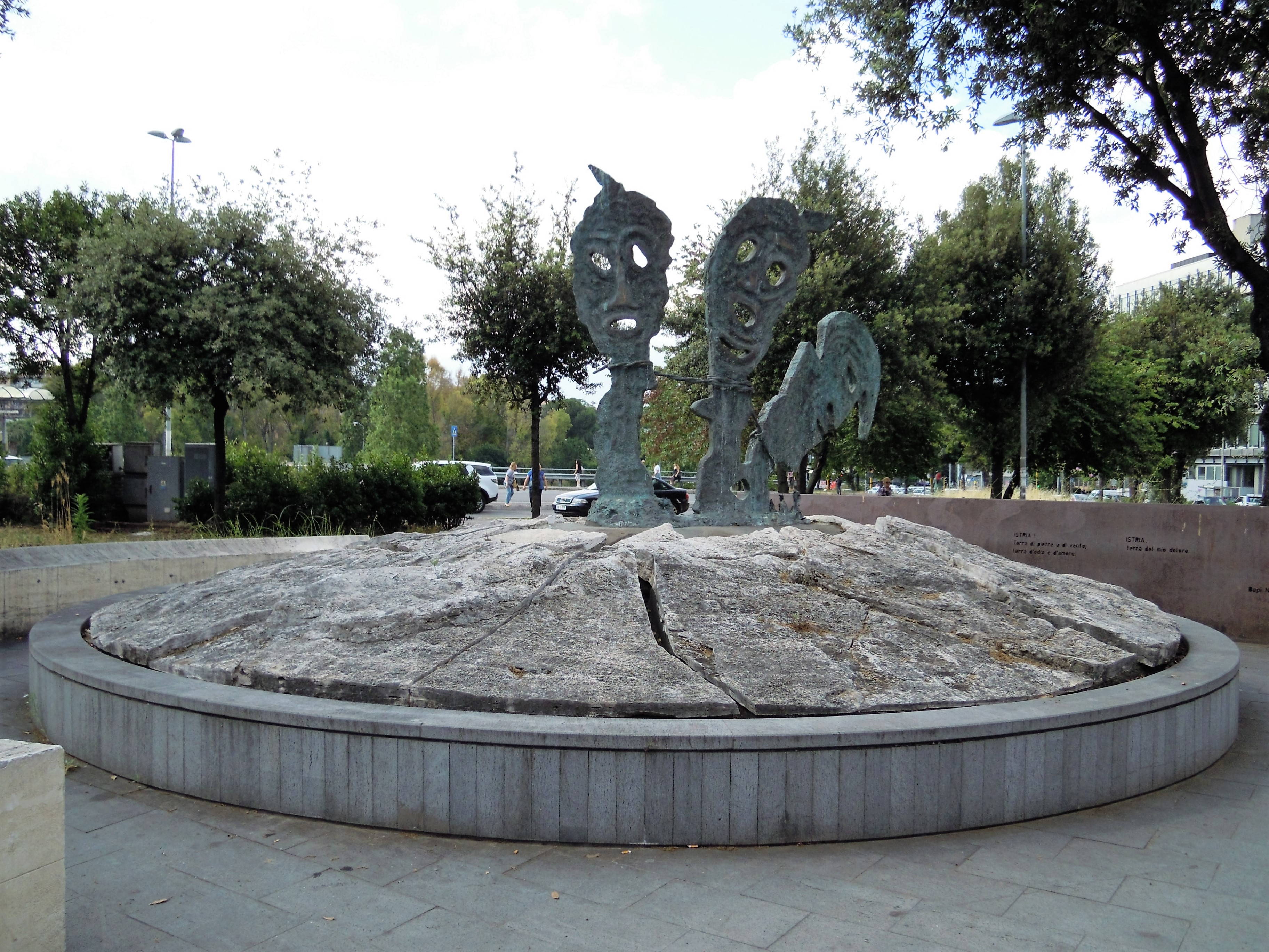
Roma, quartiere Giuliano-Dalmata: monumento alle vittime delle foibe

Lungamente si è discusso sulla volontà epuratrice delle autorità jugoslave: se cioè l'esodo fosse voluto o meno. Gli effetti della politica delle nuove autorità, statali e locali, di fatto condussero inequivocabilmente agli esiti di una pulizia etnica. Vi è infatti il programma di annessione delle terre giuliane formulato da Tito nel 1943 e una celebre autoammissione di responsabilità contenuta all'interno di un'intervista concessa da Milovan Đilas (già braccio destro di Tito) ad un settimanale italiano:
Ma non era vero? (domanda del giornalista)
Certo che non era vero. O meglio lo era solo in parte, perché in realtà gli italiani erano la maggioranza nei centri abitati, anche se non nei villaggi. Bisognava dunque indurli ad andare via con pressioni d'ogni genere. Così ci venne detto e così fu fatto.»
(Milovan Đilas, da: Panorama, 21 luglio 1991)
La testimonianza di Đilas tuttavia è reputata "di limitata attendibilità" e "da considerare con una certa cautela" dallo storico Raoul Pupo. In un'intervista concessa al Giornale di Brescia nel 2006, Pupo si è spinto oltre, definendo tale testimonianza una "bufala sparata da Gilas": secondo Pupo è stato dimostrato che nel 1946 Gilas non si recò mai in Istria.
Alcuni commentatori contestano la lettura della vicenda delle foibe in termini di “pulizia etnica” e affermano che:
(Paolo Sardos Albertini, Presidente della Lega Nazionale di Trieste, da: Il Piccolo, 8 maggio 2006)
(AA.VV., Foiba di Basovizza, op.cit)
Sulla volontà epuratrice delle autorità jugoslave, si è espressa anche la Commissione storico-culturale italo-slovena, affermando:
(Relazione della Commissione storico-culturale italo-slovena, Relazioni italo-slovene 1880-1956, "Periodo 1941-1945", Paragrafo 11, Capodistria, 2000)

### IlGiorno del ricordo
Con la legge n. 92 del 30 marzo 2004 in Italia è stato istituito nella giornata del 10 febbraio di ogni anno il Giorno del ricordo in memoria delle vittime delle foibe e dell'esodo giuliano-dalmata. Lo stesso provvedimento legislativo ha anche istituito una specifica medaglia commemorativa destinata ai congiunti delle vittime:
 Medaglia commemorativa del Giorno del ricordo

### Esuli di etnia slava
Tra gli esuli, insieme agli italiani, vi furono, come si è già accennato, anche sloveni e croati, che non volevano, o potevano, vivere sottomessi alla dittatura d'ideologia comunista che si stava sviluppando nel nuovo Stato della Repubblica Socialista Federale di Jugoslavia. Il loro numero è difficilmente quantificabile dal momento che la gran maggioranza di essi possedeva, al momento dell'esodo, la cittadinanza italiana.

### Stime del numero di esuli
Per questo un numero di persone, che secondo stime autorevoli poteva aggirarsi attorno alle 250.000 o 270.000, ivi compreso un certo numero di croati e sloveni antititini, scelse di abbandonare i luoghi di residenza e le relative proprietà. Anche la Commissione storico-culturale italo-slovena, formata nel 1993 dai rispettivi governi per chiarire alcune divergenti vedute sui contenziosi storici tra i due popoli, ha fornito, nel suo rapporto finale del 2000, stime simili per l'intera Venezia Giulia passata nel secondo dopoguerra alla Jugoslavia, il Quarnaro e la Dalmazia. Fra gli esuli italiani, quelli provenienti dal Capodistriano (Capodistria, Pirano, Isola d'Istria) oggi appartenente alla Repubblica di Slovenia sono stati, sempre secondo tale Commissione, 27.000 circa, cui andrebbero aggiunte alcune migliaia di sloveni. Si consideri che l'esodo si sviluppò, in massima parte, in un lasso di tempo non breve: compreso tra il 1943 e 1956.
- Ministero degli Esteri italiano: fra i 250.000 circa (secondo i dati di una commissione presieduta da Amedeo Colella e pubblicati nel 1958) e i 270.000 stimati al termine dell'esodo[44]
- Marina Cattaruzza, storica italiana: almeno 250.000 persone[45]
- Olinto Mileta Mattiuz, demografo italiano: venetofono-romanzi autoctoni 188.000; immigrati tra le due guerre dall’Italia 36.000; figli di immigrati 3.700; sloveni autoctoni 34.000; croati autoctoni 12.000; rientri di funzionari italiani dalle zone di confine (militari, amministrativi con famiglie) 24.000; rumeni, ungheresi, albanesi 4.300[46]
- Raoul Pupo, storico italiano, scrive:

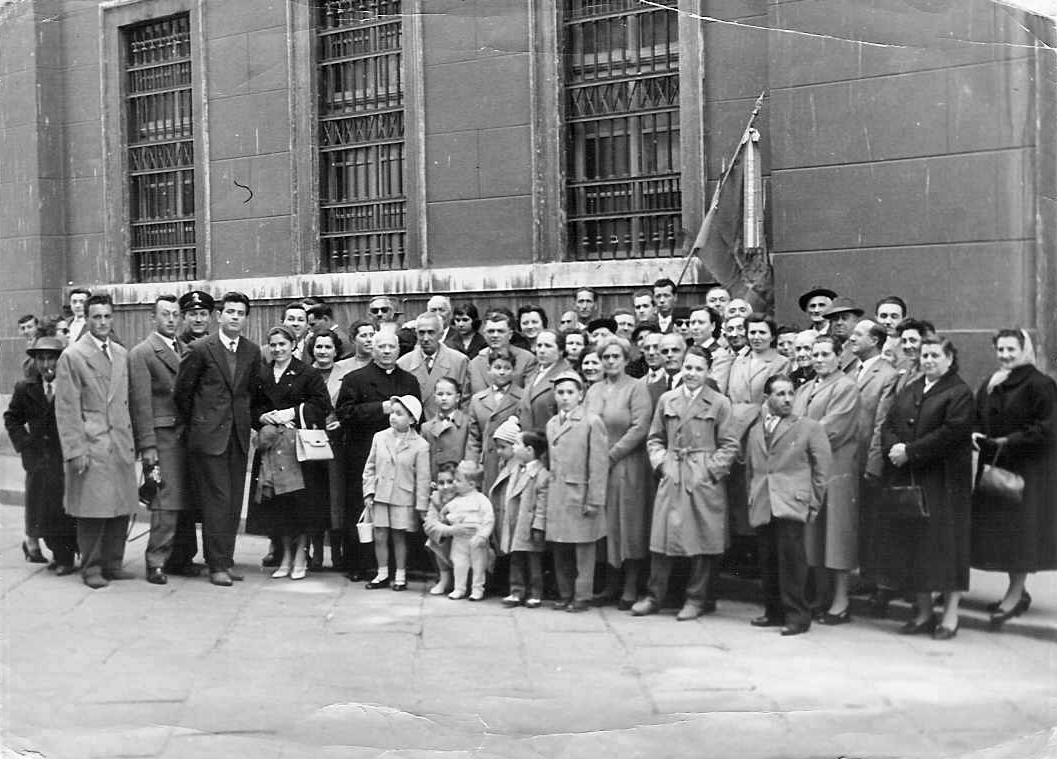
Esuli da Piemonte d'Istria fotografati a Trieste nel 1959

- Enrico Miletto ed alcuni storici italiani (come Flaminio Rocchi ed Ermanno Mattioli) quantificano gli esuli in circa 350.000 persone.
- Giampaolo Valdevit, storico italiano, scrive: l'esodo degli italiani dall'Istria - nell'arco di un decennio farà allontanare circa 250 mila persone. (G. Valdevit, Trieste. Storia di una periferia insicura, Milano, 2004, p. 55).
- Sandi Volk[47]: quantifica gli esuli in circa 237.000; di cui 140.000 italiani autoctoni, 67.000 italiani immigrati da altre regioni d'Italia dopo il 1918, e 30.000 di sloveni e croati.
- Con riferimento ai territori jugoslavi compresi nella repubblica di Croazia, il demografo croato Vladimir Žerjavić, stima che essi siano stati abbandonati da 191.421 esuli (tra cui 46.000 italiani, immigrati dopo il 1918, e 25.000 croati).
- Con riferimento ai territori jugoslavi compresi nella repubblica di Slovenia la storica slovena Nevenka Troha stima che essi siano stati abbandonati da 27.000 italiani residenti nell'Istria slovena (tra il 1945 e il 1954), da 10.000-15.000 italiani residenti nelle altre zone della Slovenia, perlopiù impiegati statali ed immigrati dopo il 1918 (tra il 1943 e il 1945), e da 3.000 sloveni che lasciarono la zona dopo il 1945; mentre la Commissione mista storico-culturale italo-slovena stima gli esuli dall'Istria attorno a 30.000, compresi gli sloveni anticomunisti.

Secondo i dati del censimento riservato del Governo italiano del 1936, nella sola Provincia di Pola vivevano 294.000 cittadini dei quali gli slavofoni costituivano una minoranza non precisamente calcolabile poiché mancano dati ufficiali governativi.
Secondo il censimento jugoslavo del 1961, nella Regione Istriana vivevano 14.354 cittadini italofoni; per avere un quadro totale della regione geografica dell'Istria bisogna aggiungere i 2.597 italiani del Capodistriano e i 197 di Abbazia, oltre agli italiani di Muggia e del comune di San Dorligo della Valle, unici centri istriani rimasti in Italia. Per un quadro ancor più completo del censimento jugoslavo del 1961, ricorderemo i 213 italiani di Cherso e Lussino, i 3.255 di Fiume e quelli di Zara

### Destinazioni dell'esodo

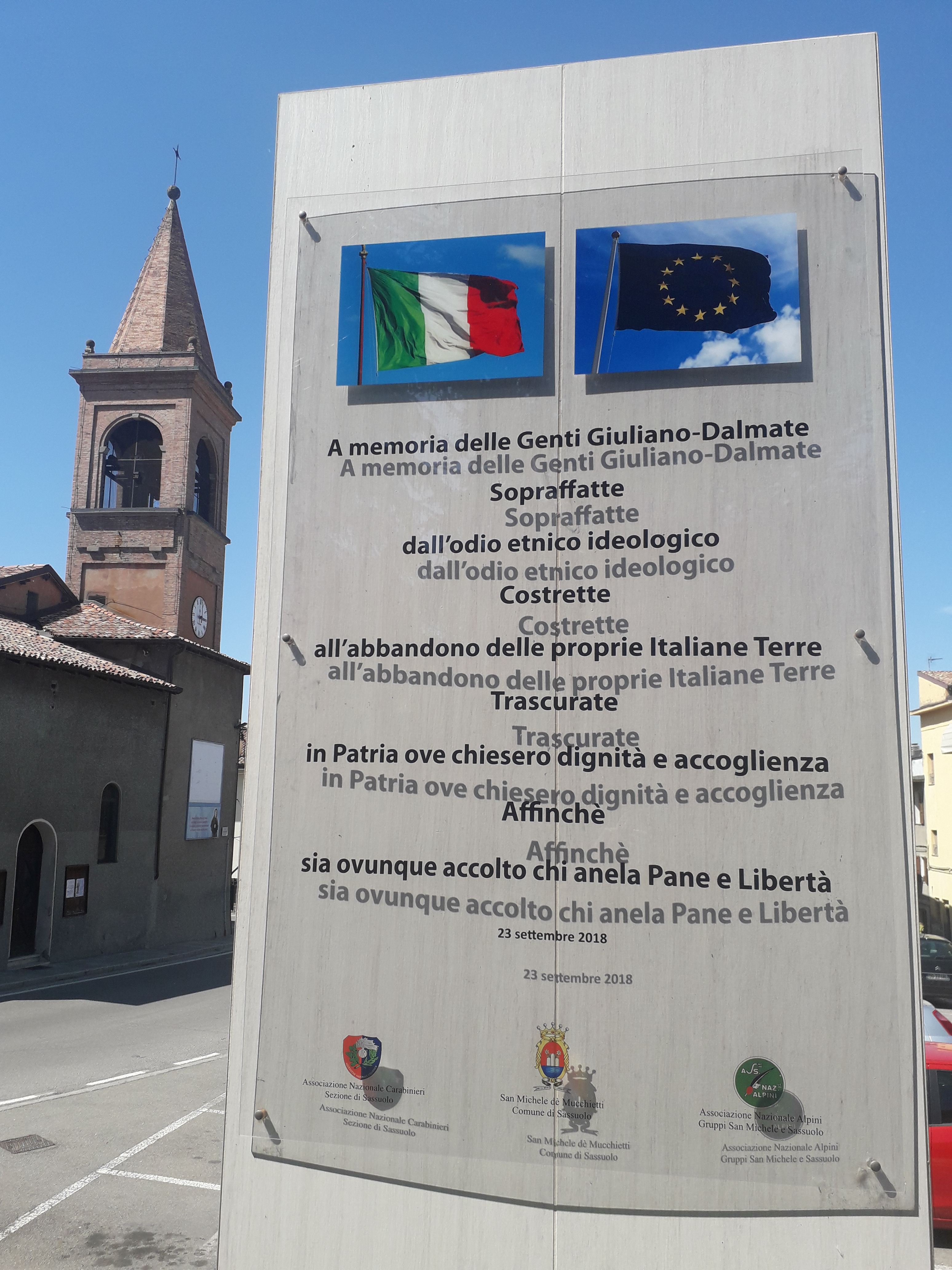
Targa a memoria degli esuli Giuliano-dalmati in San Michele dei Mucchietti (Sassuolo).

Molti profughi si stabilirono oltre il nuovo confine, nel territorio rimasto italiano, soprattutto a Trieste e nel Nord-Est. Dal 1954 li troviamo come profughi nel Campo di Fossoli. Altri emigrarono in Europa e decine di migliaia nel resto del mondo.
Nel testo di Marino Micich sull'esodo si legge

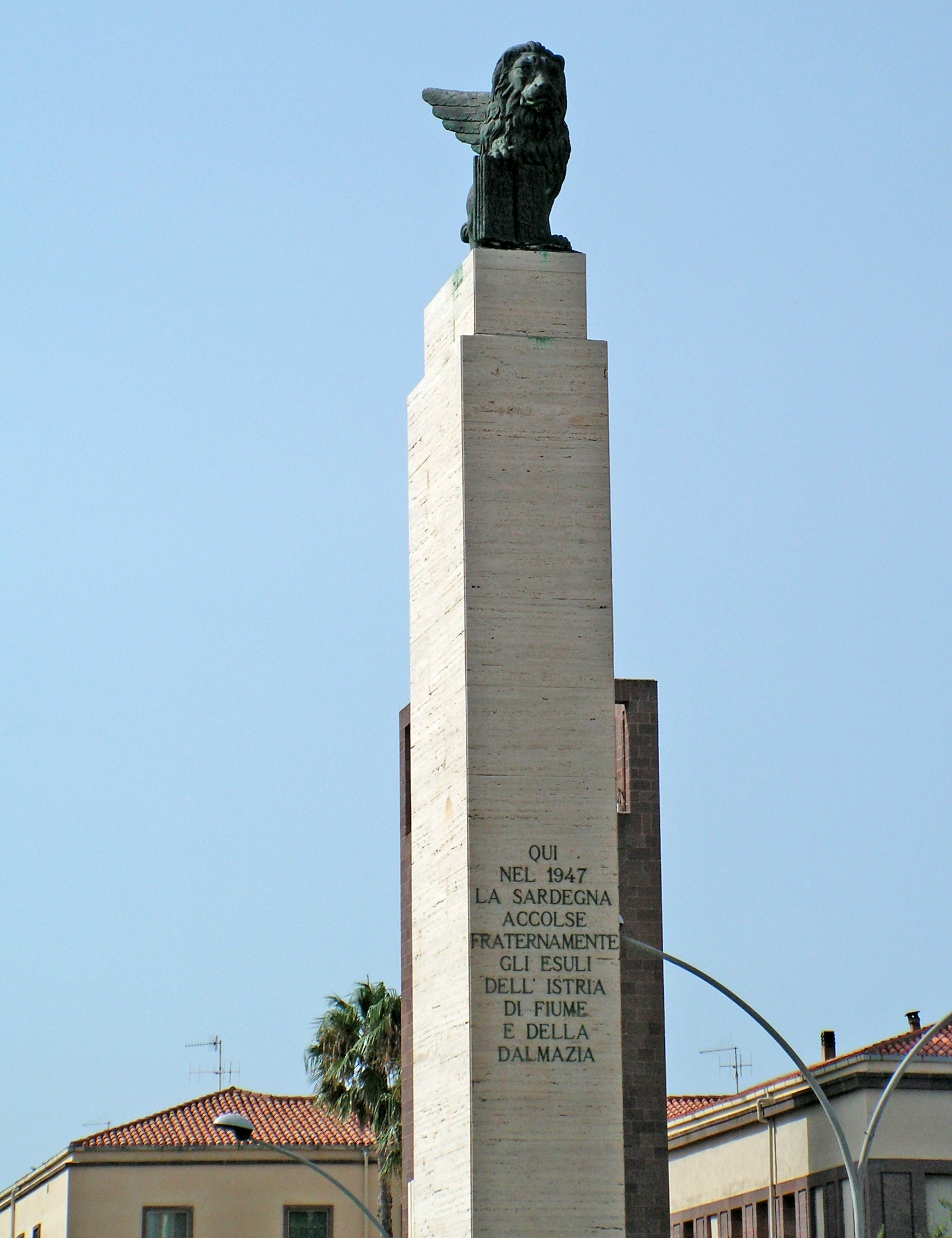
Colonna commemorativa dell'esodo giuliano dalmata a Fertilia, vicino ad Alghero, in Sardegna

Si verificarono episodi che molti hanno definito di "comportamento ignobile contro gli esuli", sia pure in un contesto storico in cui le divisioni politiche e ideologiche laceravano profondamente la società italiana. In diversi libri son ricordati tali episodi: in particolare si fa riferimento ad un convoglio di esuli, il cosiddetto treno della vergogna, ai quali alcuni operai, radunatisi presso la stazione di Bologna Centrale, impedirono di portare qualsiasi genere di conforto, considerando i giuliano-dalmati - poiché fuggivano dalla Jugoslavia comunista - dei fascisti.
(Giampaolo Pansa, articolo su Libero Quotidiano, 11 febbraio 2012)
In America gli esuli si stabilirono prevalentemente in Stati Uniti, Canada, Argentina, Venezuela e Brasile; in Australia si concentrarono maggiormente nelle città più grandi, Sydney e Melbourne. Ovunque siano andati, gli esuli hanno organizzato associazioni che si sono dedicate alla conservazione della propria identità culturale, pubblicando numerosi testi sui fatti luttuosi del periodo bellico e post-bellico.

### La questione triestina

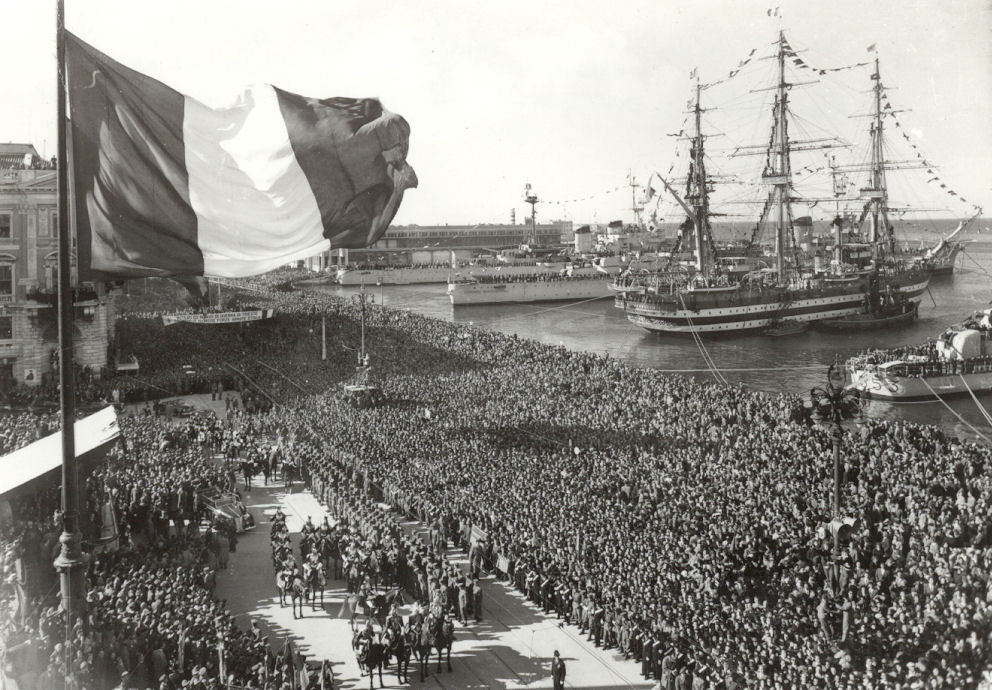
La folla festante dopo il ritorno di Trieste all'Italia, 4 novembre 1954

Nella parte finale della seconda guerra mondiale e durante il successivo dopoguerra ci fu la contesa sui territori della Venezia Giulia tra Italia e Jugoslavia, che è chiamata "questione giuliana" o "questione triestina". Trieste era stata occupata dalle truppe del Regno d'Italia il 3 novembre 1918, al termine della prima guerra mondiale, e poi ufficialmente annessa all'Italia con la ratifica del Trattato di Rapallo del 1920: al termine della seconda, con l'Italia sconfitta, ci furono infatti le occupazioni militari tedesca e poi jugoslava.
L'occupazione jugoslava fu ottenuta grazie alla cosiddetta "corsa per Trieste", ovvero all'avanzata verso la città giuliana compiuta in maniera concorrenziale nella primavera del 1945 da parte della quarta armata jugoslava e dell'ottava armata britannica.
Il 10 febbraio 1947 fu firmato il trattato di pace dell'Italia, che istituì il Territorio Libero di Trieste, costituito dal litorale triestino e dalla parte nordoccidentale dell'Istria, provvisoriamente diviso da un confine passante a sud della cittadina di Muggia ed amministrato dal Governo Militare Alleato (zona A) e dall'esercito jugoslavo (zona B), in attesa della creazione degli organi costituzionali del nuovo stato.
Nella regione la situazione si fece incandescente e numerosi furono i disordini e le proteste italiane: in occasione della firma del trattato di pace, la maestra Maria Pasquinelli uccise a Pola il generale inglese Robin De Winton, comandante delle truppe britanniche. All'entrata in vigore del trattato (15 settembre 1947) corse addirittura voce che le truppe jugoslave della zona B avevano occupato Trieste. Negli anni successivi la diplomazia italiana cercò di ridiscutere gli accordi di Parigi per chiarire le sorti di Trieste, senza successo.
La situazione si chiarì solo il 5 ottobre 1954 quando col Memorandum di Londra la Zona "A" del TLT passò all'amministrazione civile del governo italiano, mentre l'amministrazione del governo militare jugoslavo sulla Zona "B" passò al governo della Repubblica socialista. Gli accordi prevedevano inoltre alcune rettifiche territoriali a favore della Jugoslavia fra cui il centro abitato di Albaro Vescovà / Škofije con alcune aree appartenenti al Comune di Muggia (pari a una decina di km²). Il trattato fu un passo molto gradito alla NATO, che valutava particolarmente importante la stabilità internazionale della Jugoslavia.

### La questione del risarcimento

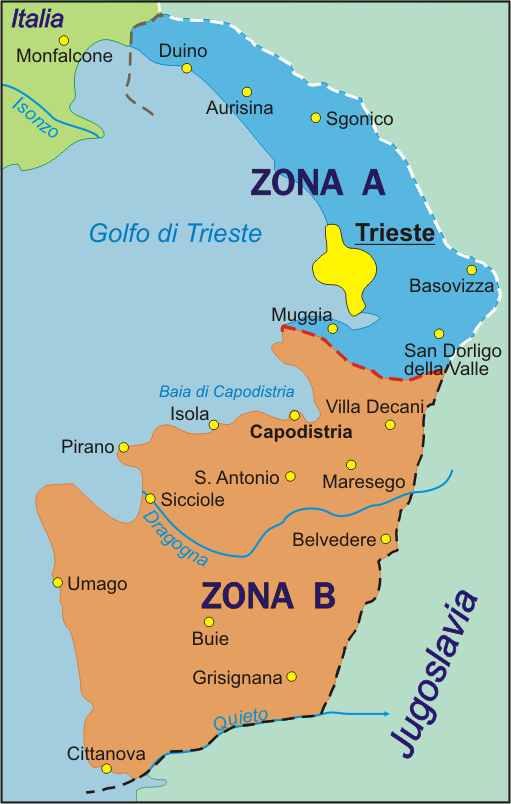
Territorio libero di Trieste: con il trattato di Osimo (1975), la zona A fu definitivamente assegnata all'Italia, mentre la zona B alla Jugoslavia

La Jugoslavia - nell'ambito della propria politica economica di stampo socialista che prevedeva la nazionalizzazione di tutti i mezzi di produzione - attuò la confisca dei beni degli italiani che avevano abbandonato i territori, giustificando tale atto come risarcitivo: infatti per quanto stabilivano i trattato di pace siglato a Parigi nel 1947 l'Italia doveva alla Jugoslavia la somma di 125 milioni di $ come riparazione per i danni di guerra subiti. L'Italia accondiscese a questa sistemazione, firmando nel tempo una serie di accordi e procedendo alla liquidazione di un indennizzo agli esuli, sulla base di un valore presunto dei beni, molto minore del valore reale.
Il trattato di Osimo del 1975, che concerne la definitiva suddivisione dei confini dell'ex Territorio Libero di Trieste, fa espressamente riferimento ad un accordo per risarcire i beni nazionalizzati dalla Jugoslavia in questa zona, non compresa negli accordi di risarcimento di cui sopra.
Negli anni che seguirono l'esodo e soprattutto dopo il 1980, anno della morte di Tito, le associazioni di esuli rinnovarono al governo italiano la richiesta di rivedere le entità di tutti i precedenti risarcimenti e una richiesta di risarcimento fu anche rivolta alla Jugoslavia.
Il 18 febbraio 1983 a Roma fu ratificato l'accordo previsto dal Trattato di Osimo, con il quale la Jugoslavia s'impegnava a pagare 110 milioni di dollari per il risarcimento dei beni nazionalizzati nella ex-Zona B del Territorio Libero di Trieste.
All'atto dello smembramento della repubblica jugoslava solo 18 milioni di dollari erano stati però versati e distribuiti agli esuli; Slovenia e Croazia si accordarono, in seguito, con l'Italia firmando, il 15 gennaio 1992 a Roma, un memorandum sui successivi pagamenti.
Tuttavia un trattato definitivo non venne mai stipulato.
Croazia e Slovenia si accordarono, tra loro, per versare, in percentuale del 62% per la Slovenia e del 38% per la Croazia, la restante parte della somma. La Slovenia depositò circa 56 milioni di dollari presso la filiale lussemburghese della Dresdner Bank, considerando con ciò di aver saldato il debito. Per questo motivo agli esuli o ai loro discendenti non sono ancora stati distribuiti questi fondi provenienti dalla Slovenia. La Croazia non ha ancora versato alcunché, poiché spera di trattare ulteriormente con le autorità italiane. Il capo di governo croato Ivo Sanader annunciò pubblicamente la volontà del suo governo di saldare il debito dopo le elezioni politiche italiane del 2006, onde evitare strumentalizzazioni. Ma la situazione è ancora in fase di stallo.
Ulteriori elementi da prendere in considerazione sono le leggi sulla denazionalizzazione dei beni promulgate sia dalla Slovenia che dalla Croazia, con le quali si è previsto di reintegrare nei loro diritti i proprietari dei beni nazionalizzati. Dopo una prima versione delle leggi con la quale si escludevano dal beneficio i cittadini stranieri, ritenuta discriminatoria dall'Unione Europea e cassata dalle Corti Costituzionali dei due paesi, venne promulgata una seconda versione che escluse i beni già oggetto di accordi internazionali di risarcimento: in questo modo - così affermano i governi sloveno e croato - i beni degli esuli italiani continuano ad essere esclusi dal reintegro o dal risarcimento

### Gli italiani rimasti
Aree di insediamento della comunità nazionale italiana in Slovenia
     Comuni in Croazia dove la comunità italiana supera il 30% dei residenti
     Comuni in Croazia dove la comunità italiana rappresenta tra il 5% e il 30% dei residenti

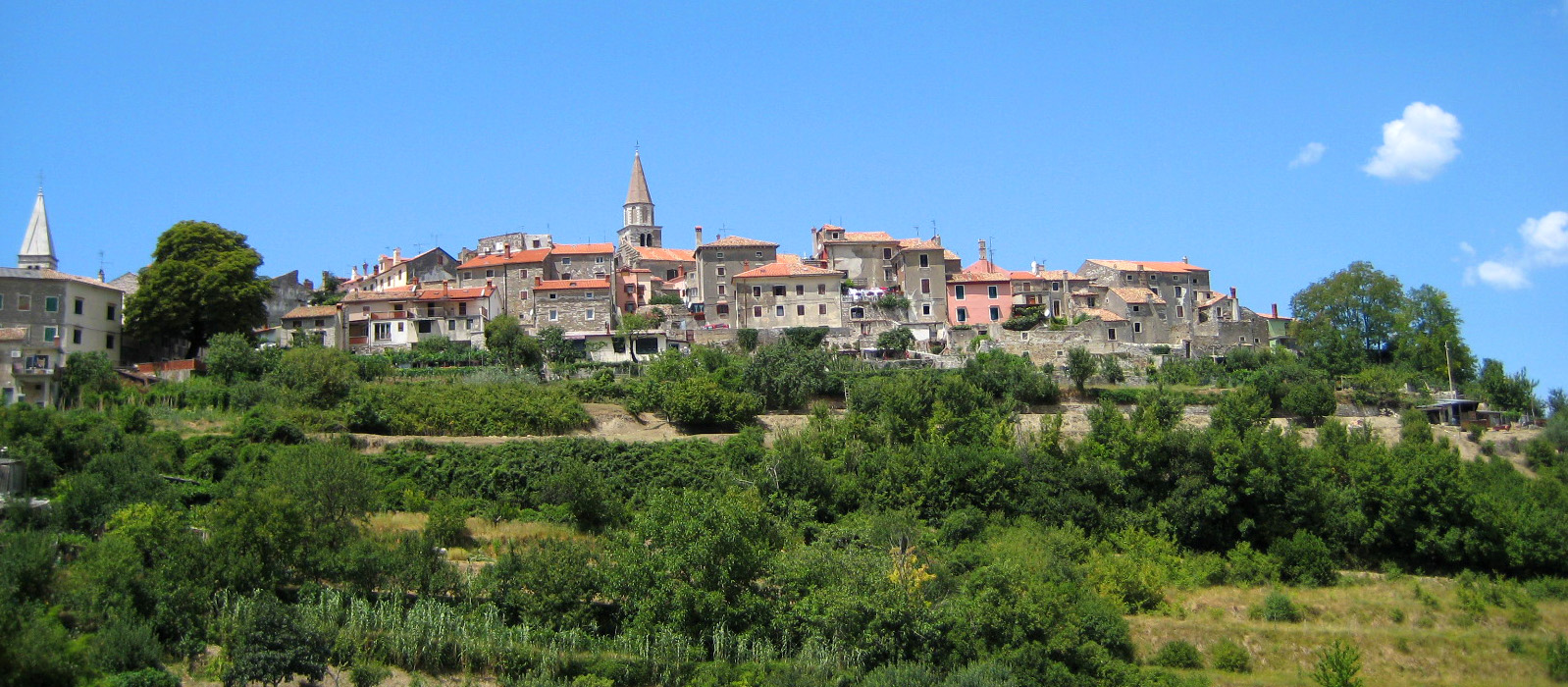
Panoramica di Buie, nell'Istria croata, dove gli italofoni sono circa il 40% della popolazione

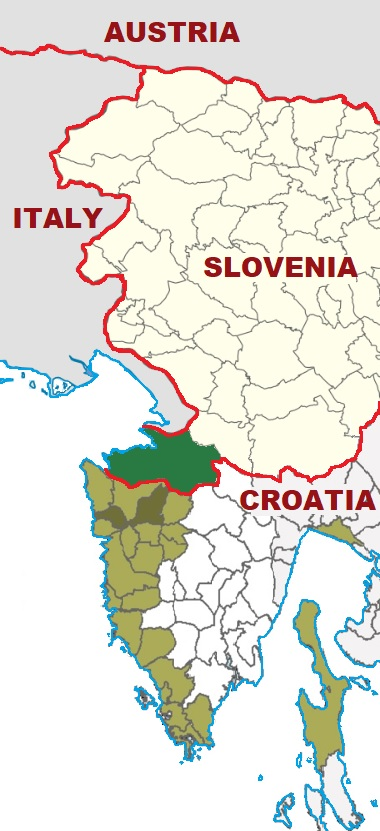
Aree di insediamento delle comunità nazionali italiane in Slovenia ed in Croazia
Aree di insediamento della comunità nazionale italiana in Slovenia
Comuni in Croazia dove la comunità italiana supera il 30% dei residenti
Comuni in Croazia dove la comunità italiana rappresenta tra il 5% e il 30% dei residenti

Gli italiani rimasti nella ex Jugoslavia, secondo il censimento organizzato in Croazia nel 2001 e quello organizzato in Slovenia nel 2002, ammontano a 21.894 persone (2.258 in Slovenia e 19.636 in Croazia). Gli italiani di Slovenia, che sono una minoranza nazionale riconosciuta dallo Stato sloveno, sono rappresentati dall'Unione italiana. La comunità italiana in Slovenia è formata prevalentemente da autoctoni, specie nell'Istria slovena, ma anche da alcuni espatriati, specialmente nelle principali città (Lubiana, Postumia, Maribor). La popolazione che si è dichiarata di nazionalità italiana nella Repubblica Socialista di Slovenia prima e nella Slovenia indipendente poi, nei censimenti jugoslavi dal 1953 al 1981 e in quelli sloveni del 1991 e del 2002, è passata da 854 a 2.258.
Secondo il censimento del 2002 gli Sloveni dichiaratisi di nazionalità italiana erano 2.258, concentrati in grande maggioranza nei tre comuni costieri della regione carsico-litoranea di Capodistria, Pirano ed Isola d'Istria. Sempre secondo tale censimento, gli Sloveni dichiaratisi di madrelingua italiana erano pari a 3.762, anch'essi concentrati in massima parte nei comuni citati. La lingua ufficiale su tutto il territorio della Slovenia è lo sloveno; ad esso si affianca l'italiano in parte dei quattro comuni litoranei (Ancarano, Capodistria, Isola d'Istria e Pirano) e l'ungherese in tre comuni dell'Oltremura (Dobrovnik, Hodoš e Lendava).
In particolare, la lingua italiana viene insegnata in diverse istituzioni statali: 9 asili, 3 scuole elementari, 3 scuole medie ed un liceo (tutti localizzati in Istria, principalmente a Capodistria). La residua comunità italiana gode di svariate tutele, storicamente derivanti dal Memorandum di Londra del 1954, che dividendo l'allora Territorio Libero di Trieste fra Italia e Jugoslavia obbligava i due stati ad instaurare delle forme di tutela delle rispettive minoranze. Tra i diritti riconosciuti, vi è quello di esporre la propria bandiera nei contesti pubblici, a fianco di quella slovena, e di avere scuole di lingua italiana. Secondo la legge slovena lo status giuridico della minoranza può essere mutato solo con il consenso della stessa.
Anche gli italiani di Croazia sono anch'essi una minoranza nazionale riconosciuta dallo Stato, e anche loro sono rappresentati dall'Unione italiana. La comunità italiana in Croazia è formata prevalentemente da autoctoni, specie nell'Istria croata, ma anche da espatriati, specialmente nelle principali città (Zagabria, Fiume, Pola, Ragusa). In data 29 giugno 2014 in Croazia vivono 34.345 Italiani, tramite autocertificazione dato dell'Unione italiana: secondo i dati ufficiali al censimento del 2001 furono in 20.521 a dichiararsi di madrelingua italiana e 19.636 a dichiararsi di etnia italiana). I croati italiani danno vita a 51 Comunità Nazionali Italiane locali e sono organizzati nell'Unione Italiana.

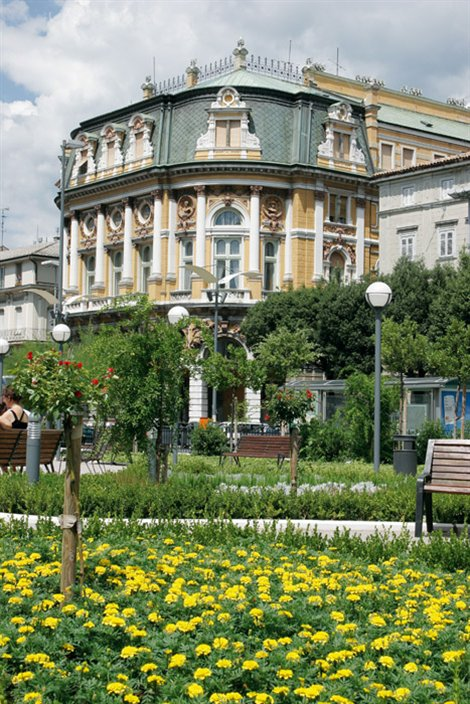
Palazzo Modello, dal 1991 sede della sezione di Fiume dell'Unione Italiana

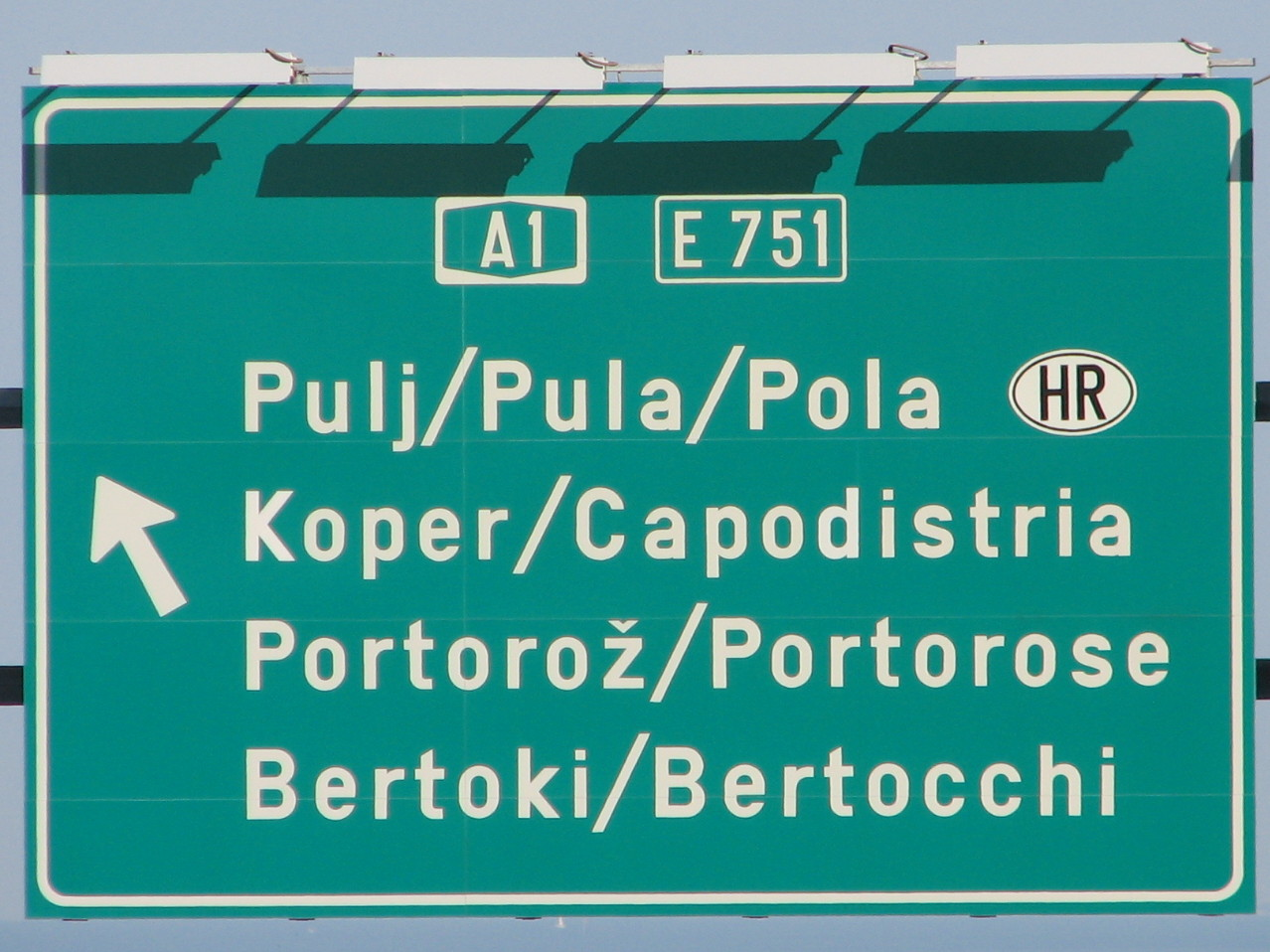
Segnale stradale nei pressi di Capodistria (Slovenia): l'indicazione per Pola (Croazia) è scritta in sloveno, croato e italiano mentre le altre località dell'Istria slovena sono riportate in sloveno e italiano.

Gli italiani sono insediati principalmente nell'area dell'Istria croata, delle isole del Quarnaro e di Fiume. Nella Dalmazia costiera ve ne restano appena 500, quasi tutti a Zara e Spalato. Essi sono riconosciuti da alcuni statuti comunali come popolazione autoctona: nella Regione istriana, nella regione di Fiume (Regione litoraneo-montana) e nell'arcipelago dei Lussini, mentre nel resto del Quarnaro e in Dalmazia non viene riconosciuto loro nessuno status particolare. Nella città di Fiume, dove ha sede il maggior giornale di lingua italiana della Croazia, nonché alcuni istituti scolastici in lingua italiana, ufficialmente gli italiani sono circa 2300, sebbene la locale comunità italiana di Fiume abbia all'incirca 6000 iscritti.
Nel gruppo etnico italiano sono inserite sia le popolazioni autoctone venetofone (Istria nord-occidentale e Dalmazia) che quelle parlanti istrioto della costa istriana sud-occidentale. Nell'Istria croata - fra le località di Valdarsa e Seiane - è presente la piccola comunità etnica degli Istroromeni o "Cicci", popolazione originaria della Romania la cui lingua, di ceppo latino ed affine al rumeno, è in pericolo d'estinzione in favore del croato.
Gli italiani di Croazia hanno conosciuto negli ultimi due secoli un processo di croatizzazione. Questo processo è stato "schiacciante" specialmente in Dalmazia, dove nel 1865 i censimenti austriaci registravano 55.020 italofoni, pari al 12,5% del totale, ridotti nel 1910 a 18.028 (2,8%). Gli italiani di Croazia sono praticamente scomparsi dalle isole della Dalmazia centrale e meridionale durante il governo di Tito, mentre ai tempi del Risorgimento gli italiani erano numerosi a Lissa ed in altre isole dalmate. L'ultimo colpo alla presenza italiana in Dalmazia e in alcune zone del Quarnaro e dell'Istria ebbe luogo nell'ottobre del 1953, quando le scuole italiane nella Iugoslavia comunista furono chiuse e gli allievi trasferiti d'imperio nelle scuole croate.
In molti comuni della Regione istriana (Croazia) vigono statuti bilingui, e la lingua italiana viene considerata lingua co-ufficiale. Vi sono alcune scuole italiane in Istria, specialmente nei territori della ex-zona B: scuole elementari a Buie, Umago, Cittanova, Parenzo, Pola e Rovigno; scuole medie a Pola e Rovigno e la Scuola media superiore italiana di Fiume (nella città di Fiume, dunque, la scuola italiana dispone di asili, elementari, medie ed un liceo).

## Esuli famosi

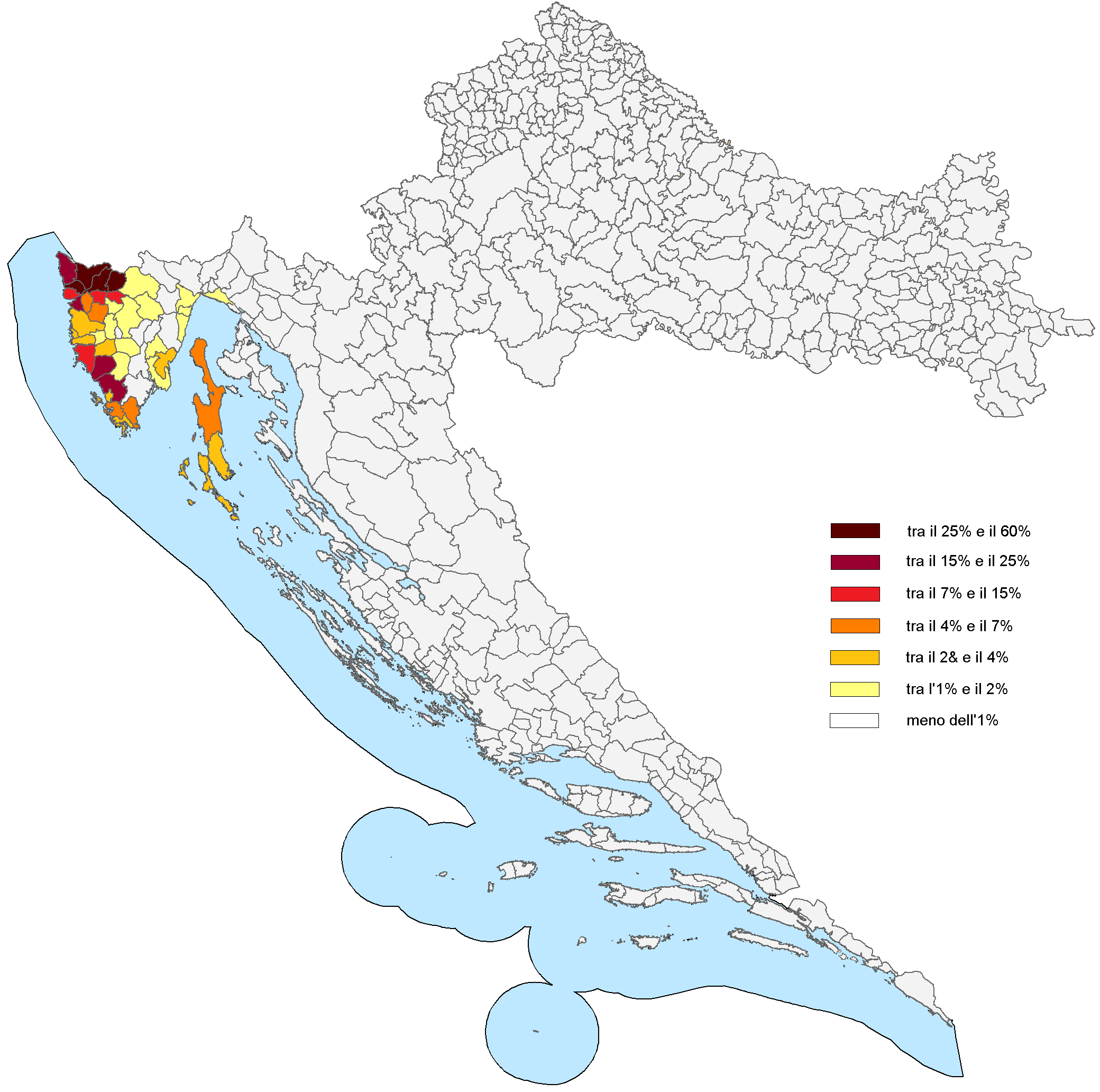
Mappa della Croazia del 2011 indicante i residenti di madrelingua italiana per città e comuni, registrati al censimento ufficiale croato

Un elenco incompleto degli esuli è il seguente:
- Mario Andretti (da Montona), pilota campione mondiale d'automobilismo, emigrato negli Stati Uniti
- Laura Antonelli (da Pola), attrice
- Fulvio Apollonio (da Umago), giornalista
- Silvio Ballarin (da Zara), scienziato
- Lidia Bastianich (da Pola), chef e ristoratrice e madre di Joe Bastianich, chef e personaggio televisivo.
- Nino Benvenuti (da Isola d'Istria), pugile, campione olimpico di categoria welter nel 1960 e campione mondiale
- Enzo Bettiza (da Spalato), scrittore
- Gianni Brezza (da Pola), ballerino, coreografo, regista e attore italiano
- Antonio Blasevich (da Spalato), calciatore italiano
- Dino Ciani (da Fiume), pianista
- Maria Grazia Ciani (da Pola), classicista
- Giovanni Cucelli (da Fiume), tennista
- Carlo Alessandro Conighi (da Fiume), ingegnere, costruttore, presidente della Camera di Commercio e Industria
- Carlo Leopoldo Conighi (da Fiume), architetto, legionario fiumano
- Giorgio Alessandro Conighi (da Fiume), ingegnere, legionario fiumano
- Antonio Crast (da Parenzo), attore
- Emilio De Rossignoli (da Lussinpiccolo), giornalista e scrittore
- Renzo de' Vidovich (da Zara), politico e giornalista
- Luigi Donorà (da Dignano d'Istria), compositore
- Aldo Duro (da Zara), lessicografo
- Sergio Endrigo (da Pola), cantautore
- Wilma Goich (i genitori da Zara) cantante
- Irma Gramatica (da Fiume), attrice
- Ezio Loik (da Fiume), calciatore della nazionale
- Giorgio Luxardo (da Zara), industriale e produttore del maraschino di Zara
- Marisa Madieri (da Fiume), scrittrice
- Bruno Maier (da Capodistria), scrittore e critico letterario
- Garibaldo Marussi (da Fiume), scrittore, letterato, editore anche della mensile LeArti
- Ottavio Missoni (da Zara, ma nato a Ragusa), stilista e nazionale azzurro di atletica
- Anna Maria Mori (da Pola), scrittrice
- Enrico Morovich, (da Pecine), scrittore e saggista
- Abdon Pamich (da Fiume), marciatore, campione olimpico nei 50 km nel 1964
- Tommaso Ponzi (da Pola), famoso investigatore
- Pier Antonio Quarantotti Gambini (da Pisino d'Istria), scrittore
- Nicolò Rode (da Lussinpiccolo), velista, campione olimpico di classe star nel 1952 e campione mondiale
- Orlando Sirola (da Fiume), tennista campione di livello mondiale nella specialità del doppio
- Agostino Straulino (da Lussinpiccolo), velista, campione olimpico di classe star nel 1952 e campione mondiale
- Piero Tarticchio (da Gallesano), scrittore e grafico
- Alida Valli (da Pola), attrice
- Leo Valiani (nato Leo Weiczen a Fiume), politico
- Rodolfo Volk (da Fiume), calciatore
- Diego Zandel (da Fiume), scrittore
- Valentino Zeichen (da Fiume), poeta
- Giovanni Poso (da Pola), fotografo e autore delle più drammatiche ed eloquenti foto dell'esodo

## Divulgazione
Sulla scorta della legge istitutiva del Giorno del ricordo che previde, tra l'altro, l'organizzazione di "[...] iniziative per diffondere la conoscenza dei tragici eventi [delle foibe e dell'esodo] presso i giovani delle scuole di ogni ordine e grado [...]", nel 2014 è stato realizzato il film-documentario Il sorriso della Patria, prodotto dall'Istituto piemontese per la storia della Resistenza e della società contemporanea "Giorgio Agosti" di Torino (Istoreto) con la collaborazione dell'Associazione Nazionale Venezia Giulia e Dalmazia. Il documentario, che dura circa 44 minuti, è costituito da spezzoni di diciotto fra cinegiornali e filmati vari dell'Istituto Luce – prodotti fra il maggio del 1946 e l'aprile del 1956 – inframmezzati da foto d'epoca, testimonianze e brani storici.

### Il "treno del ricordo"
Il “Treno del Ricordo” è un treno storico messo a disposizione da Fondazione FS Italiane e Gruppo FS che percorre l'Italia a tappe, con una mostra itinerante  al suo interno, ripercorrendo il viaggio compiuto dagli esuli istriani, fiumani e dalmati.

## Nella cultura di massa

### Cinema
- La città dolente, film di Mario Bonnard (1949)
- Arrangiatevi, film di Mauro Bolognini (1959)
- Esodo, documentario diretto da Nicolò Bongiorno (2005)
- Il cuore nel pozzo, film per la televisione di Alberto Negrin, RAI (2005)
- Il sorriso della Patria, film-documentario per le scuole, (2014)
- Red land (rosso Istria), film di Maximiliano Hernando Bruno (2018)
- La Rosa dell'Istria, film di Tiziana Aristarco (2024)
- La bambina con la valigia, film per la televisione di Gianluca Mazzella (2025)

### Saggi storici
- AA. VV., Relazione della Commissione storico-culturale italo-slovena. Relazioni italo-slovene 1880-1956, Nova revija, Ljubljana 2001, ISBN 961-6352-23-7.
- AA. VV., Dall'impero austro-ungarico alle foibe, Bollati Berligheri, 2009.
- Giampaolo Valdevit (a cura di), Foibe, il peso del passato: Venezia Giulia 1943-1945, Venezia, Marsilio, 1997, ISBN 8831766503.
- Nino Bracco, Neresine. Storia e tradizioni di un popolo tra due culture, Lint, Trieste, 2007.
- Franco Catalano, L'Italia dalla dittatura alla democrazia 1919/1948, Feltrinelli, Milano, 1970.
- Marina Cattaruzza, Marco Dogo, Raoul Pupo (a cura di), Esodi. Trasferimenti forzati di popolazione nel Novecento europeo, Edizioni Scientifiche Italiane, Napoli, 2000.
- Antonia Cervai, Nosaltres, els julians. L'herència d'un èxode oblidat del segle XX, Viena Edicions, Barcellona, 2013. ISBN 9788483307304
- Amedeo Colella, L'esodo dalle terre adriatiche. Rilevazioni statistiche, Opera per i Profughi, Roma, 1958.
- Cristiana Colummi, Liliana Ferrari, Gianna Nassisi, Germano Trani, Storia di un esodo, Istria 1945-1956, Istituto Regionale di Storia del Movimento di Liberazione nel Friuli-Venezia Giulia, Trieste, 1980.
- Gustavo Corni, L'esodo degli Italiani da Istria e Dalmazia, in Hannes Obermair, Sabrina Michielli (a cura di), Erinnerungskulturen des 20. Jahrhunderts im Vergleich - Culture della memoria del Novecento a confronto, Città di Bolzano, Bolzano, 2014, pp. 73–69. ISBN 978-88-907060-9-7
- Guido Crainz, Il dolore e l'esilio: l'Istria e le memorie divise d'Europa, Donzelli, Roma, 2005.
- Diego de Castro, La questione di Trieste. L'azione politica e diplomatica italiana dal 1943 al 1954, Edizioni Lint, Trieste, 1981.
- Mario de Vidovich (a cura di), Cinquanta anni di vita delle associazioni della diaspora. L'Associazione Nazionale Venezia Giulia Dalmazia, ANVGD, 31 ottobre 1998, fotocopie.
- Tito Delton, 10 febbraio 1947 fuga dall'Istria, Greco & Greco, 2010.
- Adriano Dogulin, Giuseppe Parlato, Raoul Pupo, Paolo Sardos Albertini, Roberto Spazzali, Foiba di Basovizza, Ed. Comune di Trieste, Civici Musei di Storia ed Arte, Lega Nazionale Trieste, Trieste 2008. ISBN 978-88-87377-29-3
- Carlo Donato, Pio Nodari, L'emigrazione giuliana nel mondo. Note introduttive (Izseljenstvo iz Julijske krajine v svetu. Uvodni zapiski), Quaderni del centro studi economico-politici "E. Vanoni", Nuova serie, N. 3/4, Trieste 1995, pp. 231–240.
- Roberta Fidanzia, Storia del Quartiere Giuliano-Dalmata di Roma, Drengo, Roma, 2003. ISBN 88-88812-01-6
- Italo Gabrielli, Dove l'Italia non poté tornare (1954-2004), Associazione Culturale Giuliana, Trieste, 2004 ISBN 88-88018-20-4
- Alberto Gasparini, Maura Del Zotto, Antonella Pocecco, Esuli in Italia. Ricordi, valori, futuro per le generazioni di esuli dell'Istria-Dalmazia-Quarnero, Gorizia, Istituto di Sociologia Internazionale di Gorizia (ISIG), Associazione Nazionale Venezia Giulia e Dalmazia (ANVGD), 2008. ISBN 978-88-89825-20-4
- Giorgia Gollino (a cura di), Terra mia, addio! Riflessioni umanistiche sui beni italiani abbandonati in Slovenia e Croazia, Palmanova (UD), Collana Appunti di Storia, vol. XIX, Circolo Comunale di Cultura “Nicolò Trevisan”, 2015. ISBN 978-88-940683-0-6
- Boris Gombač, Atlante storico dell'Adriatico orientale, Bandecchi & Vivaldi Editori, Pontedera 2007. ISBN 978-88-86413-27-5
- Aleksej Kalc, L'emigrazione slovena e croata dalla Venezia Giulia tra le due guerre e il suo ruolo politico, in "Annales. Annali di studi istriani e mediterranei", Capodistria, 8/96, pp. 23–60
- Nicolò Luxardo de' Franchi, Dietro gli scogli di Zara (1ª edizione: Gorizia 1992), Editrice Goriziana, 3a ristampa, 1999. ISBN 88-86928-24-6
- Marino Micich, I Giuliano-Dalmati a Roma e nel Lazio, Roma, 2002.
- Fulvio Molinari. Istria contesa. La guerra, le foibe, l'esodo, Mursia, Milano, 1996. ISBN 88-425-2113-2
- Carlo Montani, Il Trattato di Osimo, ANVGD, Firenze, 1992.
- Carlo Montani, Venezia Giulia, Dalmazia - Sommario Storico - An Historical Outline, Ades, Trieste, 2002.
- Luciano Monzali, Italiani di Dalmazia. Dal Risorgimento alla Grande Guerra, Firenze, Le Lettere, 2004, ISBN 9788871668284.
- Gianni Oliva, Foibe. Le stragi negate degli italiani della Venezia Giulia e dell'Istria, Mondadori, Milano, 2003.
- Gianni Oliva, Profughi, Mondadori, Milano, 2006.
- Arrigo Petacco, L'esodo. La tragedia negata, Mondadori, Milano, 2000.
- Marco Pirina, 1943-1947, Storie... smarrite, Silentes Loquimur, 2006.
- Marco Pirina, Dalle foibe... all'esodo 1943-1956, Silentes Loquimur, 2008.
- Marco Pirina, Sognare una patria, Silentes Loquimur, 2007.
- Raoul Pupo, Il Lungo Esodo Istria: le persecuzioni, le foibe, l'esilio, Rizzoli, 2017, ISBN 978-88-17-00949-2.
- Marco Puppini, Ariella Verrocchio, Dal processo Zaniboni al processo Tomazic: il tribunale di Mussolini e il confine orientale, 1927-1941, Gaspari, Udine, 2003.
- Valentino Quintana, Vittorio Vetrano di San Mauro, Il carattere italiano della Venezia Giulia e della Dalmazia, Quattroventi, 2009.
- Giancarlo Restelli, Le Foibe e l'esodo dei giuliano-dalmati, Raccolto Ed., 2007. ISBN 88-87724-29-6
- Flaminio Rocchi, L'esodo dei 350.000 giuliani, fiumani e dalmati, Difesa adriatica, Roma, 1970.
- Paola Romano, La questione giuliana 1943-1947. La guerra e la diplomazia. Le foibe e l'esodo, LINT, Trieste, 1997. ISBN 88-8190-028-9
- Guido Rumici, Fratelli d'Istria 1945-2000. Italiani divisi, Mursia, Milano, 2001. ISBN 9788842528029
- I rapporti italo-sloveni 1880-1956. Relazione della commissione storico-culturale italo-slovena, Lubiana, 2001.
- Guido Rumici, Infoibati. I nomi, i luoghi, i testimoni, i documenti, Mursia, Milano, 2002. ISBN 9788842529996
- Roberto Spazzali, Raoul Pupo, Foibe, Bruno Mondadori, Milano, 2003.
- Silvano Sau, La comunità sacrificata. Il Comitato Misto Italo-Jugoslavo 1955-1973, “Il Mandracchio”, Isola d'Istria (Slovenia), 2015, pp. 290. ISBN 9789616391306
- Elio Varutti, Il Campo Profughi di Via Pradamano e l'Associazionismo giuliano dalmata a Udine. Ricerca storico sociologica tra la gente del quartiere e degli adriatici dell'esodo, 1945-2007, Udine, Associazione Nazionale Venezia Giulia e Dalmazia, Comitato Provinciale di Udine, 2007.  Archiviato il 3 settembre 2013 in Internet Archive.  Archiviato l'11 febbraio 2014 in Internet Archive.
- Elio Varutti, Cara maestra le scrivo dal Campo profughi. Bambini di Zara e dell'Istria scolari a Udine 1948-1963, «Sot la Nape», Bollettino della Società Filologica Friulana, Udine, Italia, n. 4, ottobre-dicembre 2008, pp. 73–86.
- Elio Varutti, Il Centro di Smistamento Profughi Istriani di Udine, 1945-1960, on-line dal 29 ottobre 2014.
- Elio Varutti, La patria perduta. Vita quotidiana e testimonianze sul Centro raccolta profughi Giuliano Dalmati di Laterina 1946-1963, Firenze, Aska, 2021. ISBN 978-88-7542-360-5
- Elio Varutti, La patria cercata. Ricordi di italiani d’Istria, Fiume e Dalmazia in Toscana, Firenze, Aska, 2025. ISBN 978-88-7542-413-8
- Marta Verginella, Il confine degli altri, Donzelli, 2008.
- Sandi Volk, Esuli a Trieste. Bonifica nazionale e rafforzamento dell'italianità sul confine orientale, KappaVu, Udine, 2004.
- (DE)  Rolf Wörsdörfer, "Ethnizität" und Entnationalisierung. Umsiedlung und Vertreibung in Dalmatien, Istrien und Julisch-Venetien (1927-1954), in «Österreichische Zeitschrift für Geschichtswissenschaften», 5 (1994), n. 2, pp. 201–232
- (DE)  Ralf Wörsdörfer, Krisenherd Adria 1915-1955. Konstruktion und Artikulation des Nationalen im italienisch-jugoslawischen Grenzraum, Ferdinand Schöningh, Paderborn, 2004. ISBN 3-506-70144-4
- Rolf Wörsdorfer, Il confine orientale, Il Mulino, 2009.

### Romanzi e altre pubblicazioni
- Corrado Belci, Quei giorni di Pola, Goriziana, 2007.
- Jan Bernas, Ci chiamavano fascisti, eravamo italiani, Mursia, ISBN 9788842544562
- Enzo Bettiza, Esilio, autobiografia
- Elena Commessatti, Con Elio Varutti dentro il viaggio dei profughi istriani, in Elena Commessatti, Udine genius loci. A passeggio con Elena Commessatti dentro i segni e le storie di una città invisibile, Udine, Forum, 2013, pp. 98–101, ISBN 9788884207937
- Stefania Conte, La stanza di Piera, Socchieve (UD), Morganti editori, 2020. ISBN 978-88 95916-86 6
- Graziella Fiorentin, Chi ha paura dell'uomo nero? Il romanzo dell'esodo istriano, Milano, Mursia, 2005.
- Alessandra Fusco, Tornerà l'Imperatore, romanzo storico-autobiografico
- Luigi Lusenti, La soglia di Gorizia, biografia di Giacomo Scotti, Edizioni Comedit2000, 1998
- Luigi Lusenti, Una storia silenziosa - gli italiani che scelsero Tito, Edizioni Comedit2000, 2009.
- Maria Folch, Després vénen els anys, Llibres de la Drassana, València, 2014.
- Marisa Madieri, Verde acqua, Einaudi, Torino 1987
- Anna Maria Mori, Nelida Milani, Bora, romanzo storico-autobiografico, riedizione Venezia, Marsilio, 2018. ISBN 9788831728492
- Anna Maria Mori, L'anima altrove, Milano, Rizzoli, 2012, ISBN 978-88-17-05517-8
- Carlo Sgorlon, La foiba grande, romanzo storico
- Roberto Stanich, L'imprinting dell'Istria, raccolta di racconti.
- Fulvio Tomizza, La miglior vita, romanzo storico
- Fulvio Tomizza, Materada, romanzo storico-autobiografico
- Mauro Tonino, Rossa terra, L'Orto della Cultura, 2013. ISBN 9788897767275 Per approfondire:
- Francesco Tromba, Pola cara, Istria terra nostra. Storia di uno di noi esuli istriani (1ª edizione: Gorizia, Associazione Nazionale Venezia Giulia Dalmazia ANVGD, 2000), Libero Comune di Pola in Esilio, Trieste, quinta ristampa, 2013.
- Diego Zandel, Una storia istriana (Rusconi, 1987) romanzo
- Diego Zandel, I testimoni muti (Mursia, 2011) memoire
- Stefano Zecchi, Quando ci batteva forte il cuore, Mondadori, 2010
- Egea Haffner, Gigliola Alvisi, La bambina con la valigia, romanzo storico-autobiografico, Piemme edizioni, 2022.
- Pasqualis Argia (a cura di Battistini Paolo), La valigia della memoria, Lucca, Tralerighe Libri, 2023.